# Staubsauger

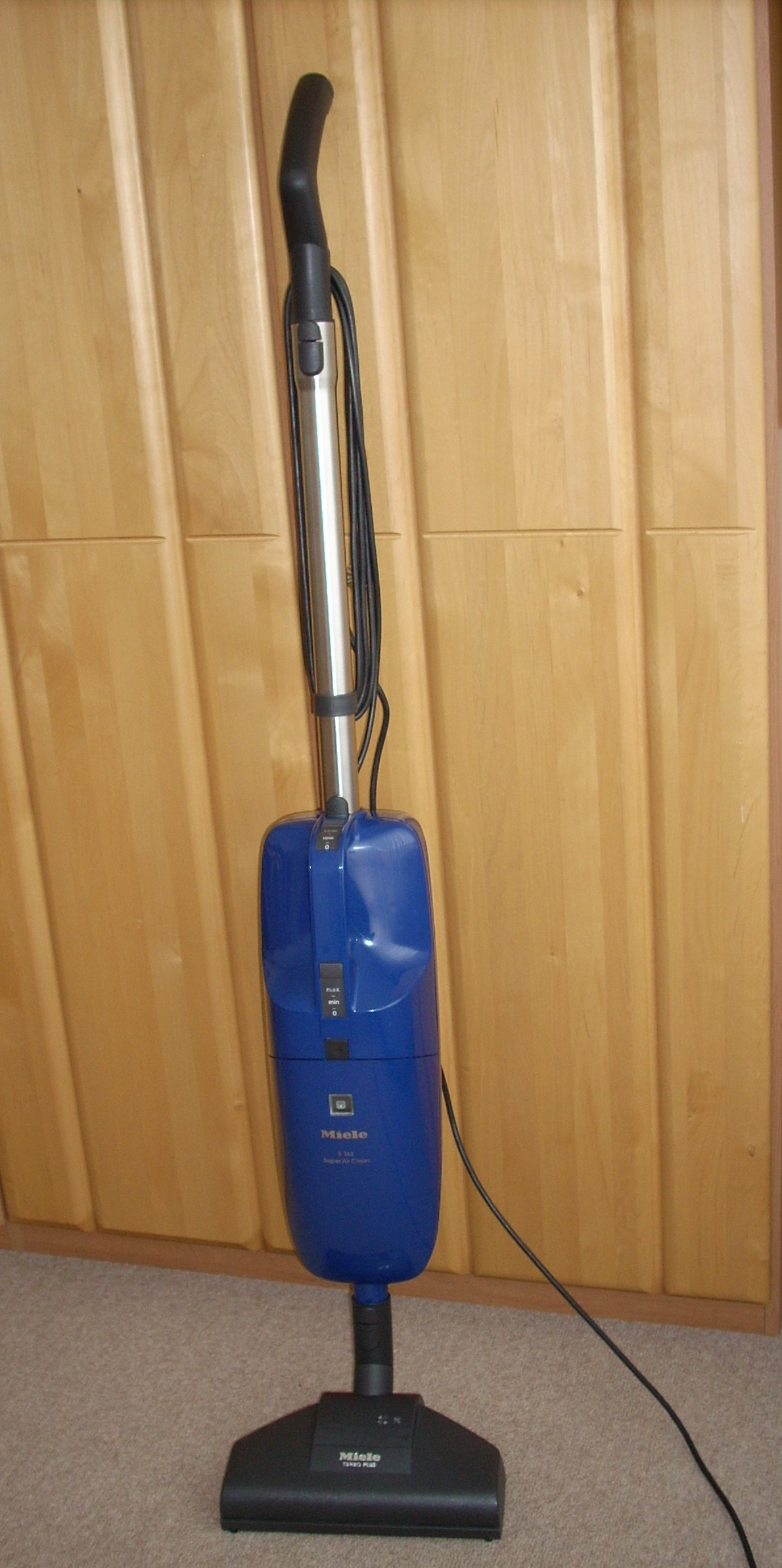
Handstaubsauger mit Rotationsbürsten-Düse für Teppiche

Ein Staubsauger (früher auch Vakuumreiniger) ist ein Reinigungsgerät, das mit einem Gebläse ausgerüstet ist, welches einen Unterdruck erzeugt.

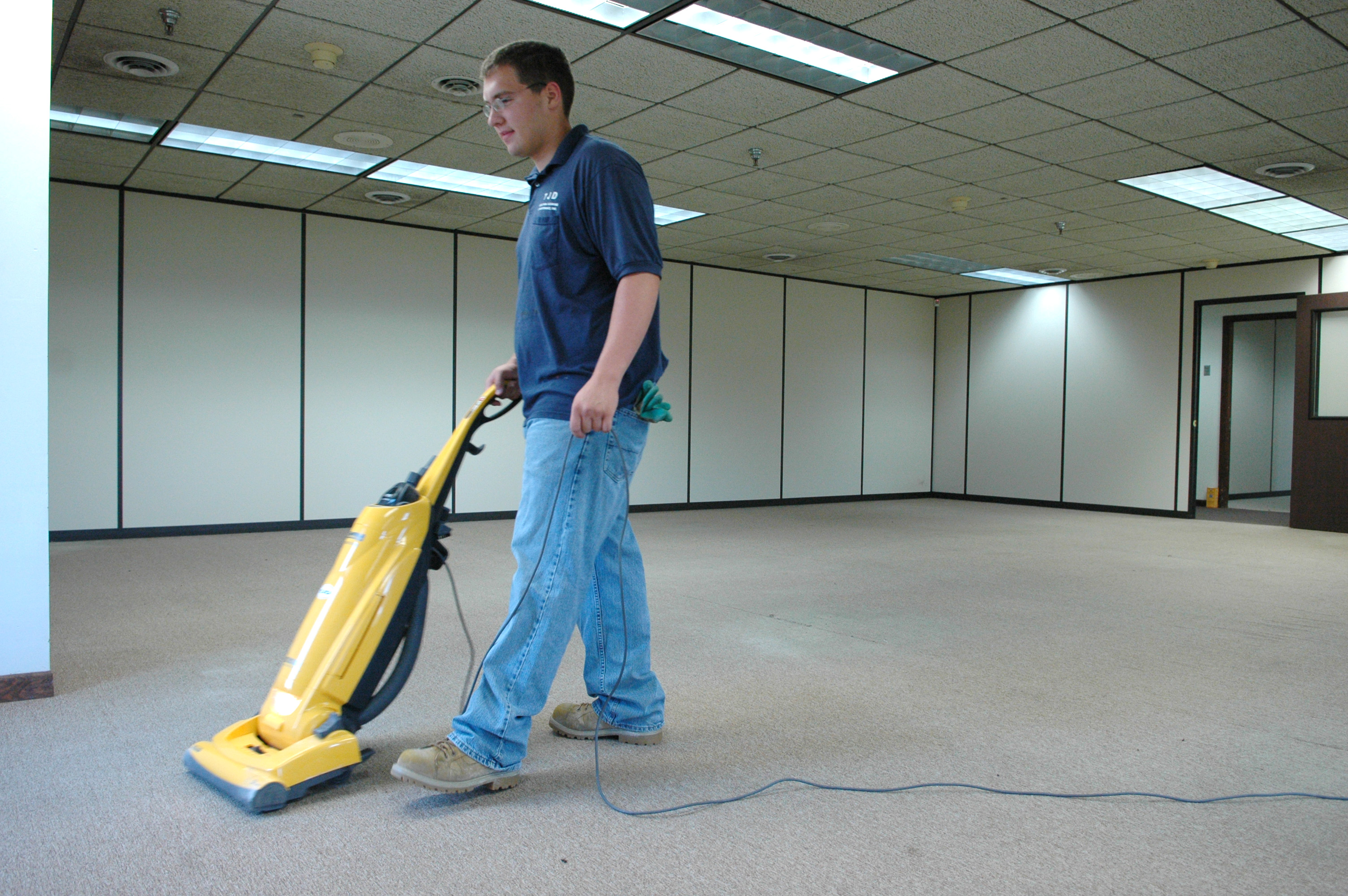
Benutzung eines Staubsaugers

An der Saugseite des Staubsaugers ist eine Ansaugöffnung. Diese wird vom Anwender gezielt über die zu reinigenden Flächen geführt. Die angesaugte Luft fließt durch mehrere Filter oder einen Zyklon; diese filtern Staub (meist Hausstaub) und kleinere Schmutzteilchen aus dem Luftstrom heraus. Die Luft verlässt den Staubsauger weitaus sauberer, als sie in ihn hineingeströmt ist. Im Elektromotor kann durch Bürstenfeuer Ozon entstehen. Wird die Abluft zur Motorkühlung über den Motor geleitet, so kann daraus ein „frischerer“ Geruch beim Staubsaugen resultieren, der Effekt wird bei einigen Modellen mit Ozongenerator genutzt.

## Arbeitstechnische Eigenschaften

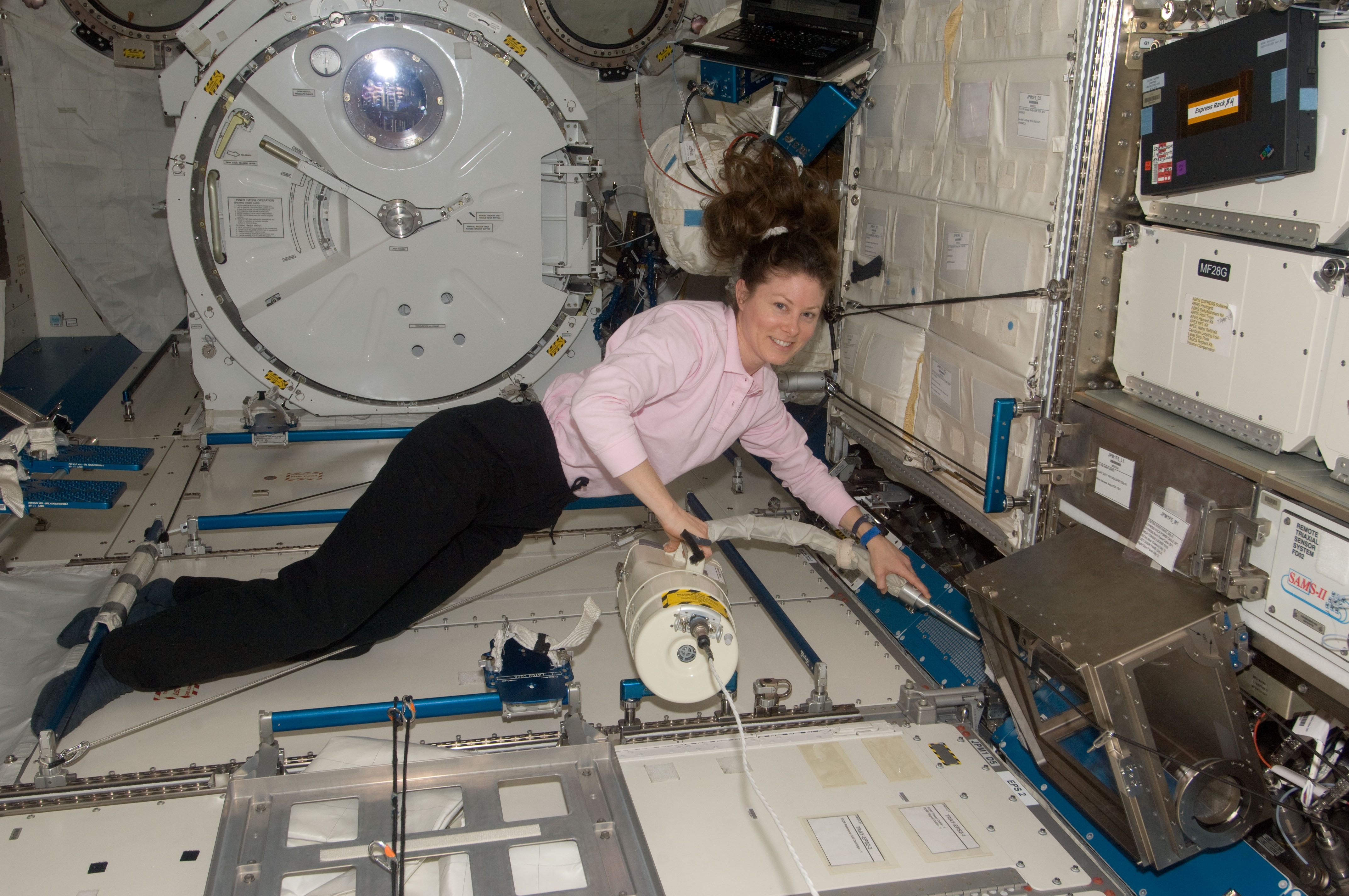
Staubsaugen auf der ISS

Der Staubsauger ersetzte in vielen Bereichen den Besen und fast überall den Teppichklopfer. Staubsauger können Staub oder trockenen Schmutz von glatten und von rauen Oberflächen aufnehmen.
Zum Aufsaugen von nassem Schmutz (Schlamm u. ä.) sind nur spezielle Sauger geeignet.
Staubsaugen erspart das Nachkehren mit dem Handfeger und die Gänge zum Mülleimer; mit modernen Filtern wird deutlich weniger Staub aufgewirbelt als beim Kehren. Klopfsauger ersparen das Teppichklopfen; Teppiche müssen also zum Reinigen nicht mehr außer Haus gebracht und kräftezehrend geklopft werden. Erst der Staubsauger schuf die Voraussetzung für die derzeitige Verbreitung von Teppichböden.
Teppiche – sowohl lose verlegte als auch fest verlegte – kann man auch mit Schaumreiniger reinigen.

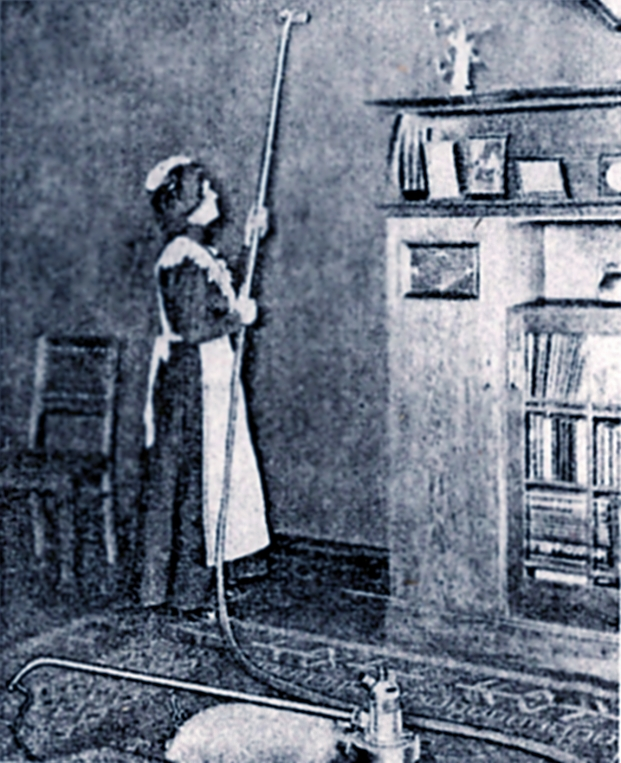
Die „Entstaubungspumpe“, 1906 auf den Markt gebracht

## Geschichte
Erfunden wurde der Staubsauger zwischen 1860 und 1876 in den USA. Die ersten Geräte sollen von Daniel Hess im Bundesstaat Iowa und Ives W. McGaffey, einem Erfinder in Chicago, entwickelt worden sein. McGaffey erhielt 1869 ein Patent auf einen handbetätigten Staubsauger mit außenliegendem Filterbeutel. Am 19. September 1876 erhielt Melville Bissell ein US-Patent auf den ersten funktionierenden Staubsauger für Teppiche („Carpet Sweeper“). Viele Quellen berichten übereinstimmend, dass Anna und Melville Bissell angeblich über ein Gerät verfügten, das auf einem Pferdewagen montiert war. Von dort wurde dann per Schlauch das Haus gereinigt. Die Luftpumpe dieser Sauger wurde noch von Hand betrieben. Um 1901 wunderte sich Hubert Cecil Booth, dass in den Zügen ein Gerät eingesetzt wurde, um den Schmutz und Staub von den Sitzen zu blasen. Er überlegte, dass es sinnvoller wäre, ein handliches Gerät zu verwenden, welches den Staub einsaugt. Booth patentierte seine Erfindung in England, hatte aber nie Erfolg mit seiner Idee. Im Jahre 1905 wurde der erste tragbare Staubsauger von Walter Griffiths präsentiert. Er vereinte die Vorteile einer einfachen Handhabung mit der elektrischen Saugtechnik.
Der andere Erfinder war der Amerikaner James Murray Spangler, ein Hausmeister aus Canton (Ohio). Er bastelte 1906 aus einem Ventilator, einem Kasten und einem Kissen einen Staubsauger. Neben dem Sog verwendete sein Gerät auch eine rotierende Bürste, um den Schmutz zu lösen. Spangler patentierte sein Gerät 1908 und verkaufte die Idee bald an die Firma seines Cousins, die „Hoover Harness and Leather Goods Factory“. Noch heute ist Hoover einer der führenden Hersteller von Staubsaugern. In Großbritannien wurde der Name Hoover sogar zu einem Synonymbegriff für Staubsauger bzw. das Staubsaugen an sich (doing the hoovering).
1910 ließ Eberhard Seger in Schweden den Staubsauger patentieren und begann mit der Herstellung einer Variante des amerikanischen Modells der Marke Santo. Es hieß Salus L 3.585 und wurde 1913 in Schweden von der Firma Lux AB hergestellt, die 1919 zu Electrolux wurde.
Ab 1910 entwickelten Gustav Robert Paalen und Axel Wenner-Gren für den Hausgebrauch eine leichte Version des Staubsaugeapparates Santo, den Paalen seit 1907 auf dem internationalen Markt vertreiben ließ. 1912 wurden die beiden Unternehmer Konkurrenten, Paalen mit einem Vorläufer des Santo-Besen (ab 1922 von AEG produziert, ab 1928 Vampyr) und Wenner-Gren mit dem Modell Lux I, mit dessen Patent er 1919 aus seiner Firma Elektromekaniska AB und der Firma Lux AB das Unternehmen Electrolux schmiedete.
Bis zum Ersten Weltkrieg waren Staubsauger ein Luxus. Nur reiche Leute konnten sich ein solches Gerät leisten, und selbst die stellten lieber Dienstmädchen ein, die den Staub wischten. In der Regel wurden fest installierte Hausstaubsauger verwendet. Das waren Zentralgeräte mit einem im ganzen Haus verzweigten Rohrsystem, an welches die Handgeräte über eine Schlauchleitung angeschlossen wurden. In Berlin gab es auch rote „Vacuum-Reiniger“ als Fahrzeuge, ungefüge Kästen auf Rädern, in denen ein Motor brummte. Lange Schläuche liefen zu den Fenstern hinauf und saugten den Staub aus Teppichen und Möbeln. Die Entwicklungen von Paalen und Wenner-Gren revolutionierten den Markt und brachten beide Unternehmer zu enormem Reichtum. In den 1920ern und 1950ern verbreiteten sich die transportablen Geräte, die nach und nach erschwinglicher wurden. Parallel dazu wurden Teppichböden ein üblicher Bodenbelag. In den 1980er-Jahren kamen kleine akkubetriebene Handstaubsauger auf den Markt, die allerdings saugschwach waren und mit ihrer starren, schlitzförmigen Ansaugöffnung schlecht zugängliche Ecken nicht erreichen konnten.
Seit den 2010er-Jahren wurden mehrere Haushaltsstaubsauger und insbesondere Staubsaugerroboter als Open Hardware veröffentlicht, was den Selbstbau, Modifikationen und einfachere Reparatur ermöglichen soll.

## Funktionsprinzip
Ein Staubsauger besteht üblicherweise aus folgenden Funktionsgruppen:
- einem Gebläse zur Erzeugung eines Luftstroms
- einem oder mehreren Abscheidern für Schmutz und Staub aus dem Luftstrom
- einer Vorrichtung zur Unterstützung der Schmutz- und Staubaufnahme an der Ansaugseite (Düse, siehe unten)

### Luftstromerzeugung
Das Gebläse im Staubsauger besteht aus einem ein- oder zweistufigen Radialgebläse. Es wird von einem Elektromotor (meist ein Reihenschlussmotor bzw. Allstrommotor, manchmal auch ein Spaltpolmotor) angetrieben. In Reihe zum Motor liegt meist ein Triacsteller, an dem mit einem Stellwiderstand über den Stromflusswinkel die Saugleistung eingestellt werden kann (Phasenanschnittsteuerung). Der Steller dient auch der Einschaltstrombegrenzung.
Der vom Gebläse auf der Ansaugseite erzeugte und aufrechterhaltene Unterdruck bewirkt, dass die dem normalen Luftdruck ausgesetzte Umgebungsluft in den Staubsauger hineinströmt. Dabei werden Staub und Schmutz mitgerissen und gelangen in das Gehäuseinnere. Dort werden sie vom Luftstrom abgeschieden und verbleiben im Gerät, während die gereinigte Luft hinausgeblasen wird. Zudem durchströmt die Luft den Motor, um ihn zu kühlen – nur so kann dieser so klein gehalten werden, dass transportable Geräte möglich sind. Für die Funktion des Staubsaugers wesentlich ist das Vorhandensein der Atmosphäre, verbunden mit dem äußeren Luftdruck. Dort wo kein Luftdruck herrscht, z. B. auf dem Mond, kann weder Unterdruck noch ein Luftstrom entstehen und somit kein Staubsauger funktionieren. Der Gebläsermotor würde sich drehen, ohne auch nur die geringste Wirkung zu erzielen.

### Schmutz- und Staubabscheidung
Die Abscheidung von Schmutz und Staub aus dem Luftstrom kann in einer oder in mehreren Stufen erfolgen. Diese Stufen können vor oder hinter dem Gebläse liegen – auch teils-teils – sowie verschiedenen Funktionsprinzipien folgen. Bei mehreren Stufen werden grundsätzlich erst die gröberen, dann die feineren Bestandteile aus dem Luftstrom entfernt. Nach der Funktion unterscheidet man zwischen
- Trockenfiltern (z. B. bei Beutelstaubsaugern)
- Fliehkraftabscheidern (z. B. bei – beutellosen – Zyklonstaubsaugern)
- Wasserfiltern

#### Beutelstaubsauger
Der Luftstrom wird direkt in den luftdurchlässigen Beutel geleitet. Dieser filtert die Luft und sammelt gleichzeitig den Staub. Gebräuchlich sind Beutel aus mehrlagigen Papierfiltern (2–5 Lagen unterschiedlicher Körnung) oder Vliesstoff-Beutel. Nachteilig ist hier unter anderem, dass die Luft durch den bereits angesammelten Staub strömen muss. Bei zunehmendem Füllstand des Beutels steigt sein Strömungswiderstand, der Luftstrom wird langsamer und die Saugleistung nimmt ab.  Zudem sind Staubsaugerbeutel Einwegartikel, die regelmäßig ersetzt und entsorgt werden müssen.
Der Beutel ist bei heute üblichen Staubsaugern vor dem Gebläse mit Motor angeordnet. Das hat den Vorteil, dass der Motor vor Schmutz und Staub geschützt ist. Nachteilig ist aber, dass im Vergleich mit einer umgekehrten Anordnung das Gebläse größer dimensioniert werden muss, um den gleichen Unterdruck an der Düse zu erzeugen.
Gewöhnlich durchströmt die Luft nach dem Beutel einen weiteren Filter, der feineren Staub abscheidet. Vor dem Motor sitzt noch ein Grobfilter, der Motor und Gebläse schützt, falls der Beutel durch das Einsaugen scharfer Gegenstände reißt. Im Abluftbereich findet man in der Regel einen Mikrofilter, der auch den feinen Kohleabrieb der Kohlebürsten des Motors festhält. In Deutschland werden nach Branchenschätzungen etwa 220 Millionen Euro pro Jahr für Staubsaugerbeutel ausgegeben. Die Fertigungskosten liegen bei etwa 10 bis 20 Cent. Dabei gibt es in Deutschland über 1.200 verschiedene Beuteltypen, in Spanien sind es nur etwa fünf.

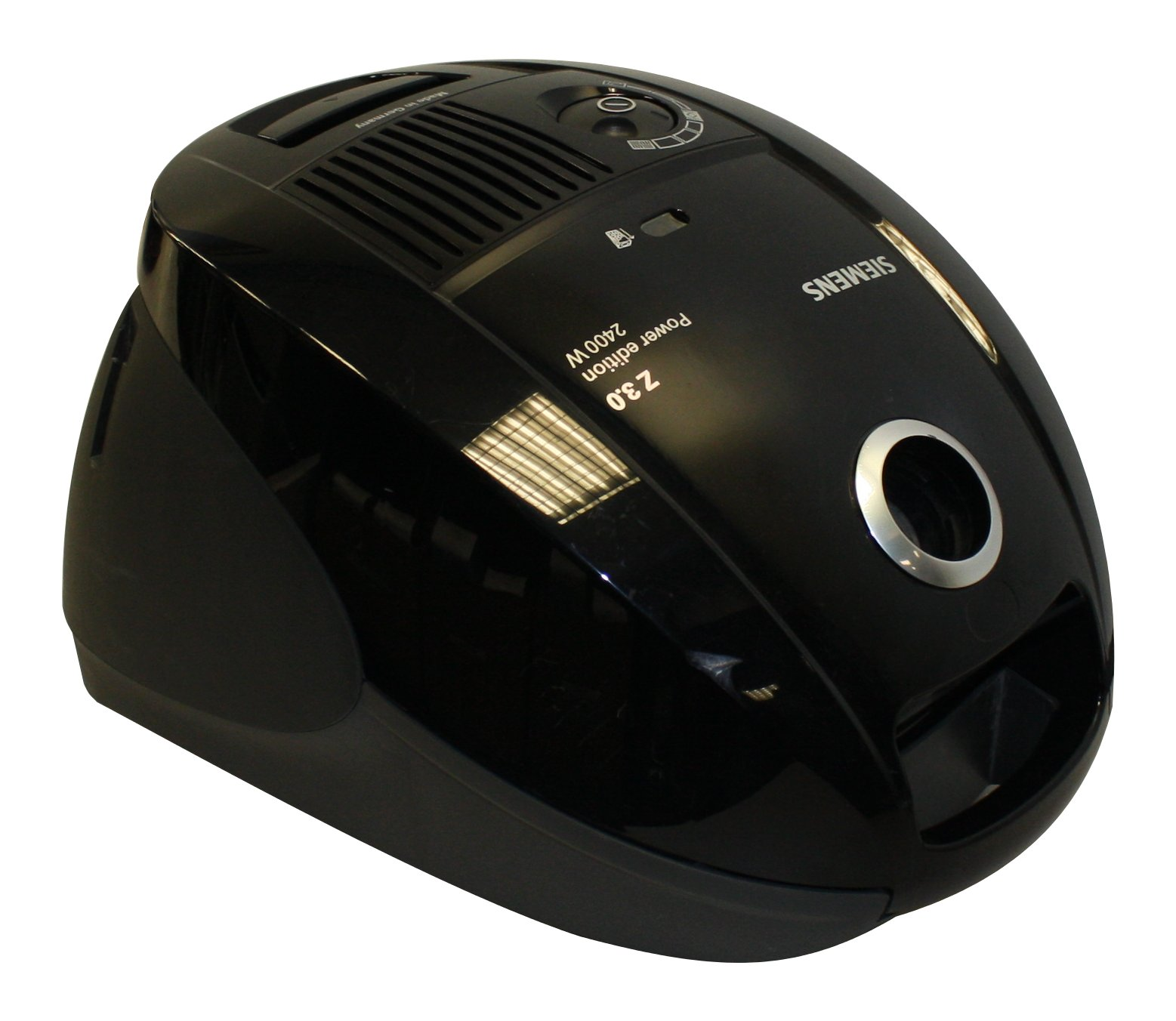
Beutelstaubsauger
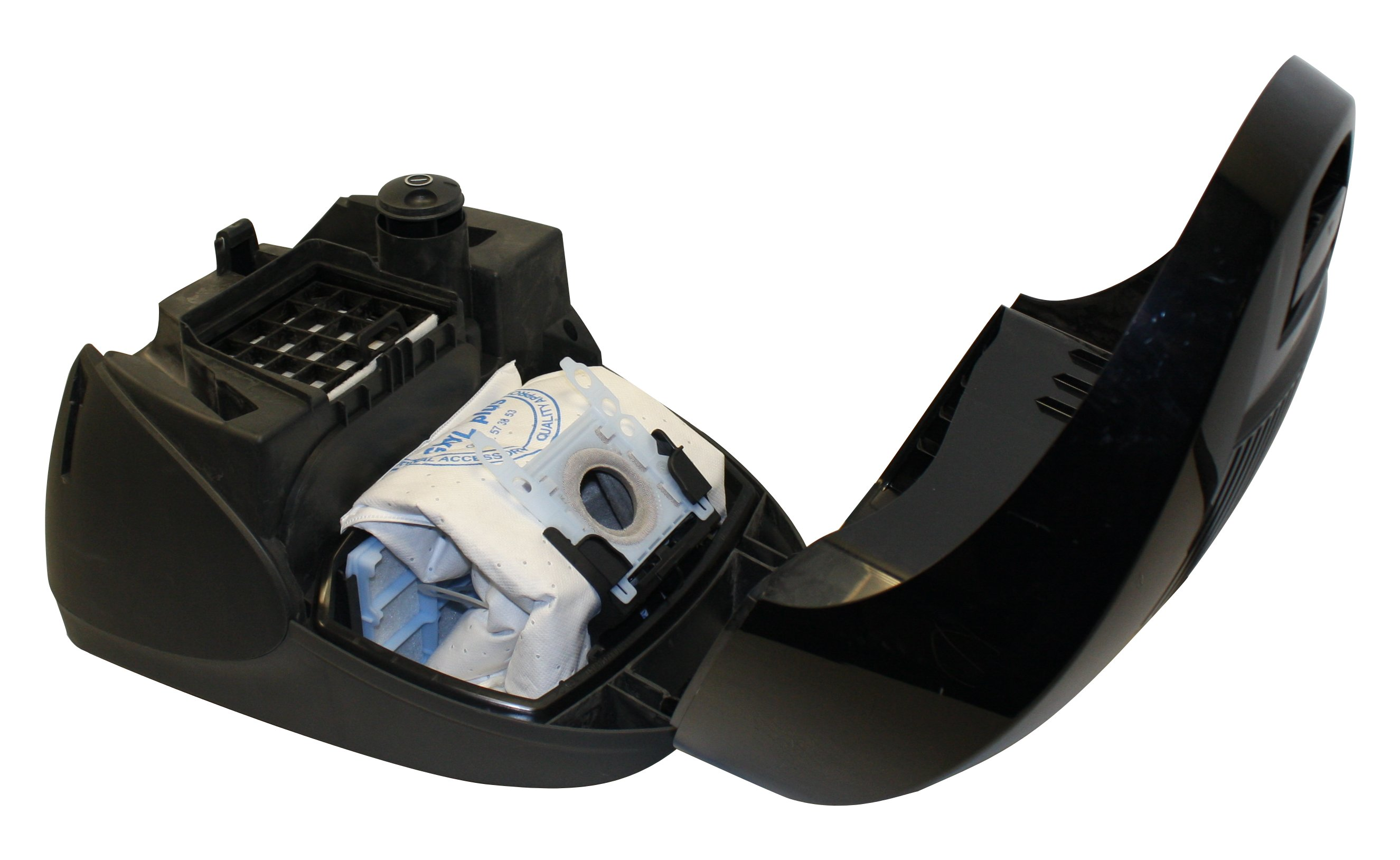
Beutelstaubsauger offen
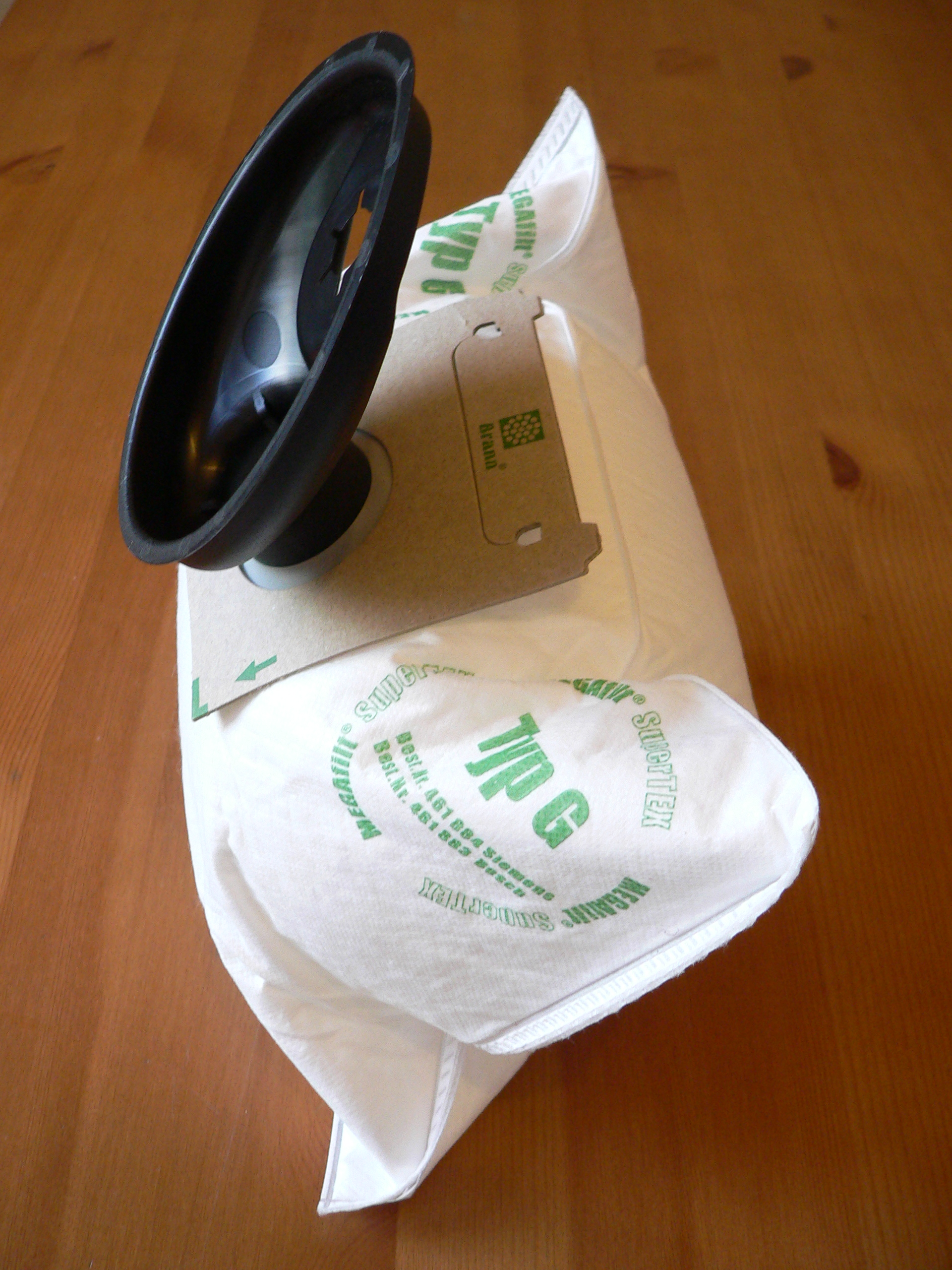
Vlies-Staubsaugerbeutel, aufgeblasen
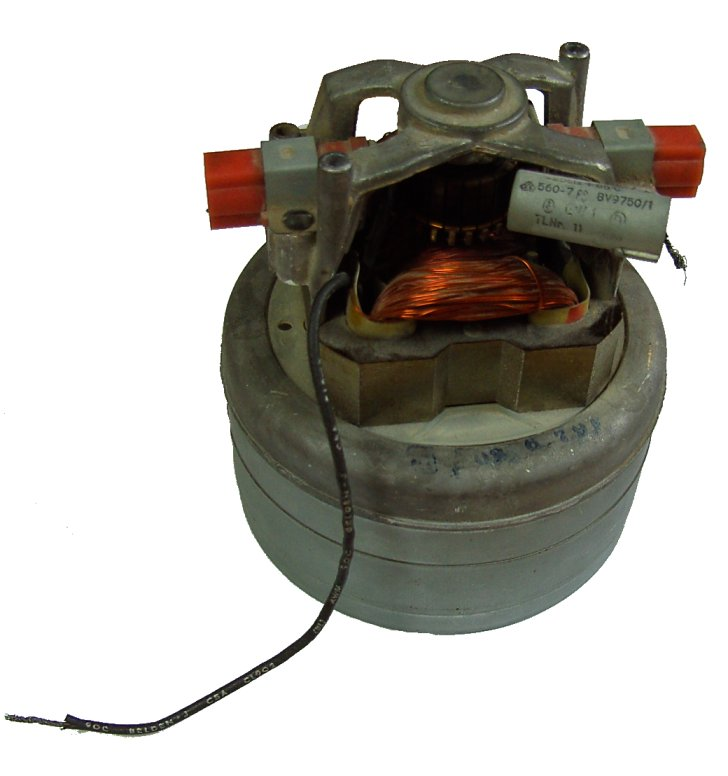
Staubsaugermotor mit Radialgebläse

#### Zyklonstaubsauger
Zyklonstaubsauger sind beutellos. Der eintretende Luftstrom gelangt seitlich (tangential) in einen konusförmigen Behälter. So entsteht ein Luftwirbel, worin die Staubteilchen aufgrund der Fliehkraft (Zentrifugalkraft) nach außen gedrückt werden, sich dann entlang des Konus nach unten bewegen und in einen Sammelbehälter fallen (Fliehkraftabscheider). In der Mitte des Wirbels wird die saubere Luft nach oben abgesaugt. In der Regel wird der Staub trocken in einem Behälter gesammelt, es gibt jedoch auch Behälter mit Wasser, wodurch es beim Entleeren nicht staubt. Geräte mit einer Zyklonstufe (Einfachzyklonstaubsauger) funktionieren zumindest bei größeren Schmutzteilen recht gut, während Feinstäube meistens immer noch durch einen Papierzentralfilter aufgefangen werden müssen. Dieser Zentralfilter setzt sich relativ häufig zu, was dann die Saugleistung stark vermindert, und muss daher entsprechend häufig gereinigt werden – üblicherweise unter fließendem Wasser. Anschließend muss der Filter vollständig trocknen, bevor das durch die Feuchtigkeit aufgequollene Papier seine Poren freigibt und damit seine Durchlässigkeit wieder erreicht hat. Als Filtereinsatz wird häufig ein sogenannter Schwebstofffilter verwendet. Ein Filter-Neukauf ist üblicherweise einmal jährlich erforderlich, um die Funktion zu erhalten.
Im Gegensatz zu Filterbeuteln setzen sich die Fliehkraftabscheider nicht mit Staub zu, so dass – wenn kein weiterer Filter installiert ist – kein Saugkraftverlust mit der Zeit eintritt. Auch sind beutellose Staubsauger in der Regel geruchlos, sofern sie nach jedem Gebrauch gereinigt werden, denn der typische Staubsaugergeruch rührt primär vom Inhalt des Staubsaugerbeutels her. Ist die Rotationsgeschwindigkeit der Wirbel entsprechend groß, kann auf einen zusätzlichen Filter hinter dem Wirbel verzichtet werden, welcher ebenfalls Geruch erzeugen könnte.
Ein Multizyklonstaubsauger hat als zweite Abscheidungsstufe anstelle eines Zentralfilters mehrere kleinere Zyklone, die parallel arbeiten. Aufgrund des geringeren Durchmessers dieser kleineren Zyklone wird die Luft in eine wesentlich höhere Rotationsgeschwindigkeit versetzt, wodurch auch feinere Schmutzpartikel abgeschieden werden können. Mit steigender Anzahl von Zyklonen verringert sich die Größe der abgeschiedenen Staubpartikel, so dass bei vielen Zyklonen auch der Zentralfilter entfallen kann. Damit entfällt auch die Reinigung des Zentralfilters und dessen Saugkraftverlust. Die ersten relativ teuren Staubsauger mit Multizyklontechnik wurden in den 1980er Jahren von der Firma Dyson auf den Markt gebracht. Mittlerweile gibt es auch schon wesentlich günstigere Modelle mit Multizyklontechnik von diversen Marken und vereinzelten No-Name-Firmen. Während die meisten Multizyklonstaubsauger sich mit zwei Zyklonstufen begnügten, bietet mittlerweile Dyson bereits Staubsauger mit drei Zyklonstufen an, wodurch sich die Abscheideleistung nochmals verbessern soll. Jedoch ist auch bei diesen Modellen zur Abscheidung von Feinststäuben noch ein Schwebstofffilter notwendig.
1985 entwickelte der britische Ingenieur James Dyson diese nach dem Zyklonprinzip arbeitenden Staubsauger zu einer handlicheren Bauform weiter. Die Geräte wurden zuerst in Japan angeboten und waren sehr teuer. Seit 1995 werden sie auch in Europa zu moderaten Preisen angeboten. Neben Dyson stellen mittlerweile auch andere Anbieter solche kleinen Staubsauger her.

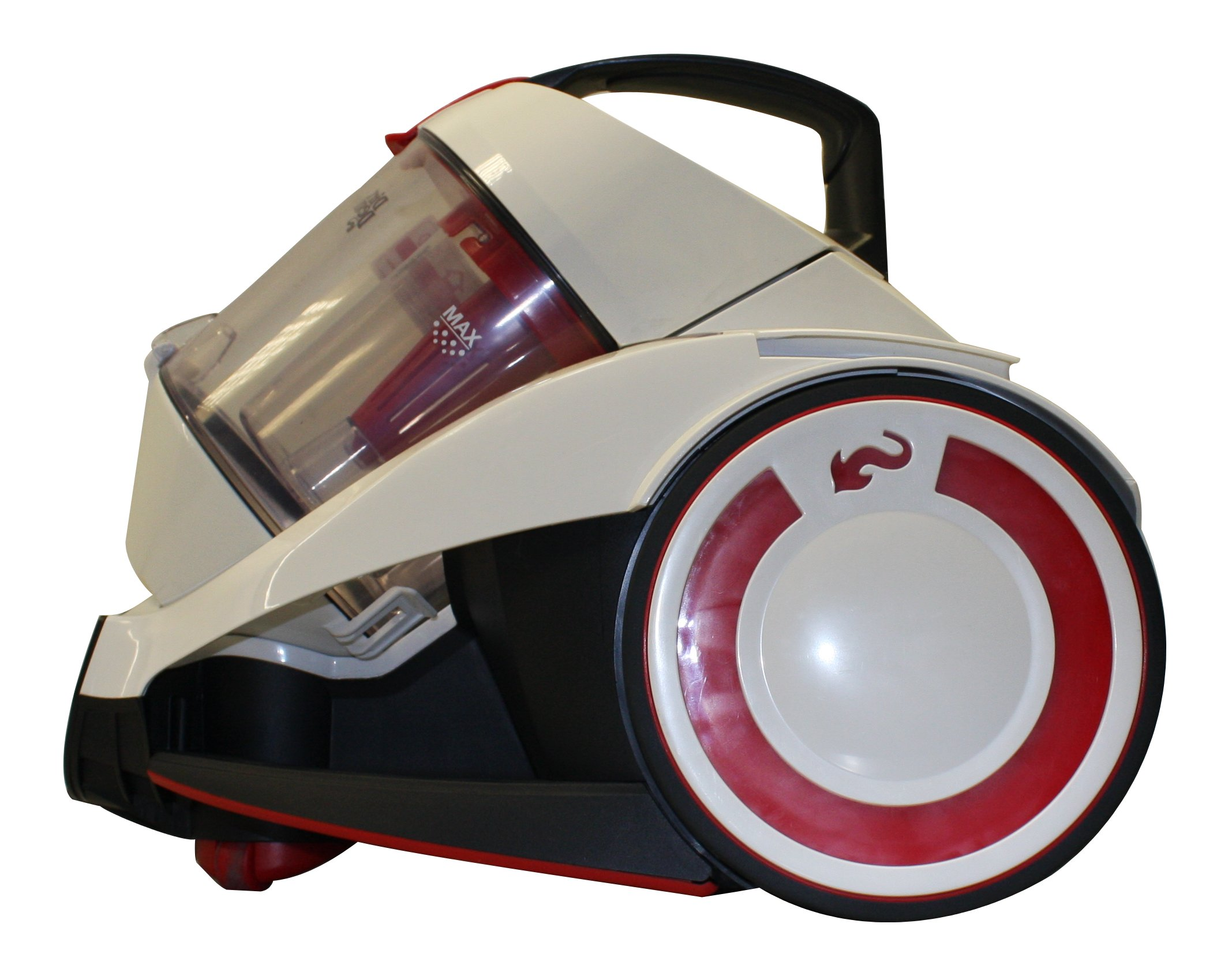
Monozyklonstaubsauger
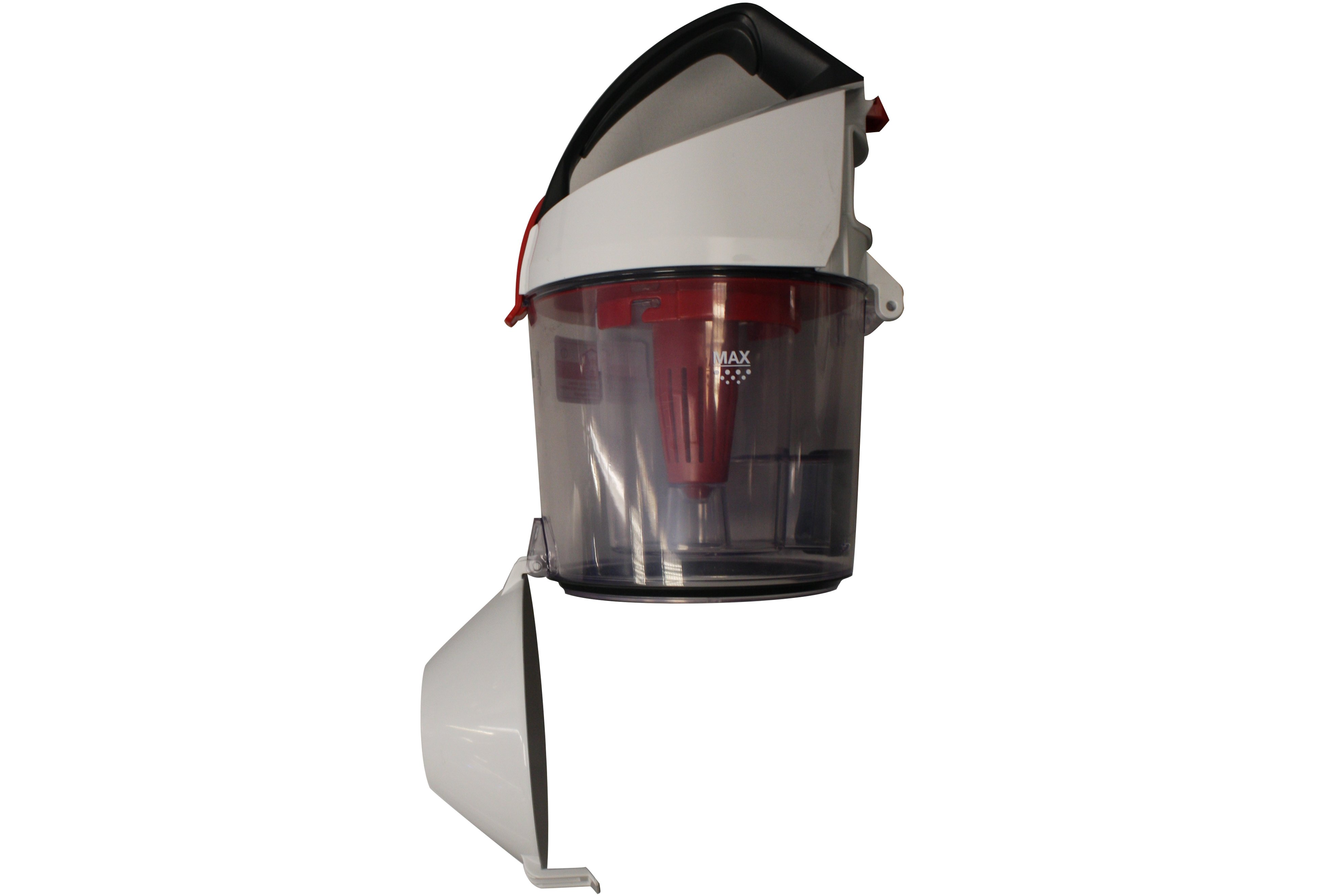
Leeren des Staubbehälters
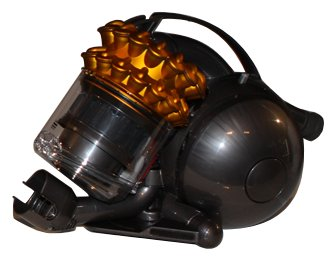
Multizyklonstaubsauger
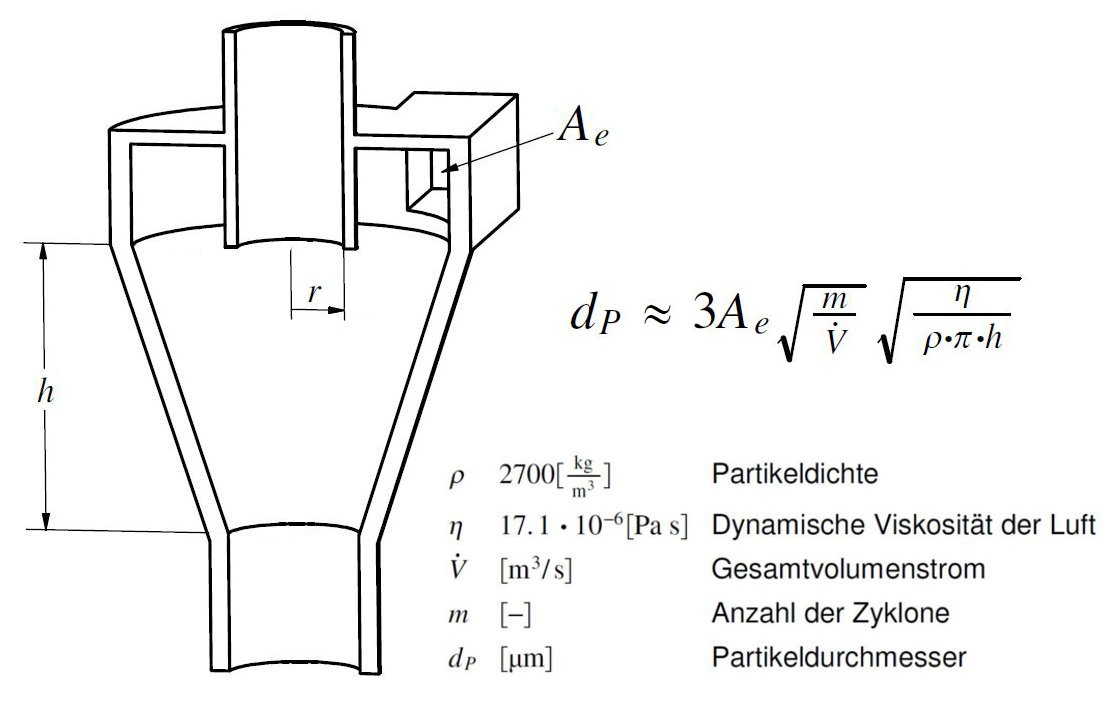
Berechnung der Staubteilchengröße

#### Staubsauger mit Wasserfilter
Diese Staubsauger verwenden unterschiedliche Techniken, um den Schmutz in einem Wasserbad zu binden. Gegenüber Trockenstaubsaugern besitzen sie den Vorteil, auch nassen Schmutz aufnehmen zu können. Zudem tritt kein Saugleistungsverlust durch den aufgenommenen Staub ein, sofern kein weiterer Filter eingebaut ist. Das schmutzige Wasser muss jedoch nach jedem Einsatz entleert werden, sonst besteht die Gefahr der Schimmelbildung. Vorteilhaft dabei ist, dass der Staub dabei nicht wieder aufgewirbelt wird.
Wenn die Luft in den Staubsauger einströmt, bildet sich an der Einsaugöffnung zum Wasserbad ein Luftkanal im Wasser aus. Durch diesen strömt die Luft hindurch, wodurch der Schmutz im Wasser hängen bleibt. Manche Geräte wälzen die Luft im Wasser um, damit der Staub besser im Wasser gebunden wird. Aufgrund des hohen Volumenstroms ist es aber nicht möglich, nur durch Verwirbelung den feinen Staub an das Wasser zu binden. Eine weitere Abscheidungsstufe ist erforderlich. Diese kann ein Trockenfilter, ein Nassfilter oder ein so genannter Separator sein.
Ein Trockenfilter wird nach dem Wasserbad installiert und sammelt den feinen Staub, während der grobe Schmutz vorher im Wasser landet. Ein Nassfilter wird innerhalb des Wasserbades unter Wasser eingesetzt. Um Verkeimung und Geruchsbildung zu verhindern, müssen diese Filter nach jedem Saugen gewaschen werden.
Die meisten Wasserstaubsauger besitzen für den feinen Staub einen Separator – einen sich schnell drehenden Rotor, der die eingesaugte Luft aktiv in schnelle Rotation versetzt. Dadurch wirken auf die Staubteilchen große Zentrifugalkräfte, weshalb sie nicht in den Separator strömen, sondern ins Wasserbad geschleudert und dort gebunden werden. So können manche Geräte auf einen zusätzlichen Filter verzichten, der mit der Zeit zu Saugkraftverlust oder auch Verkeimung führen könnte. Wasserstaubsauger mit Separator benötigen wegen dieses Bauteils einen stärkeren Motor und sind gewöhnlich deutlich teurer als Multizyklonstaubsauger.
Der Wasserstaubsauger mit Separator wurde 1937 von C. A. Brock erfunden. Zuvor hatte J. W. Newcombe 1922 bereits einen Staubsauger mit Separator entwickelt, allerdings mit trockener Staubabscheidung, was nicht zufriedenstellend funktionierte.

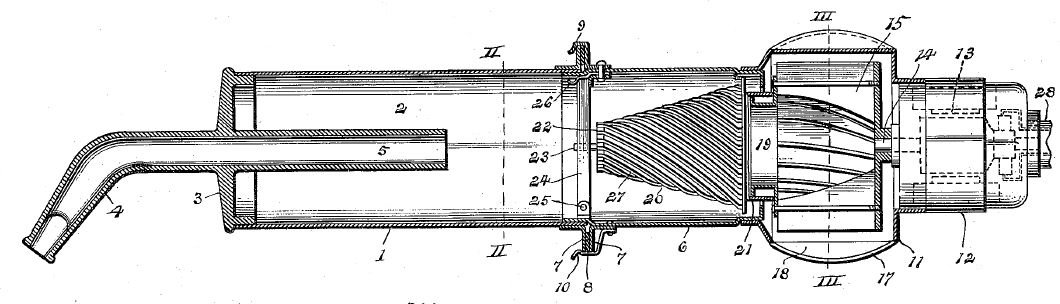
Separator ohne Wasser, patentiert 1922
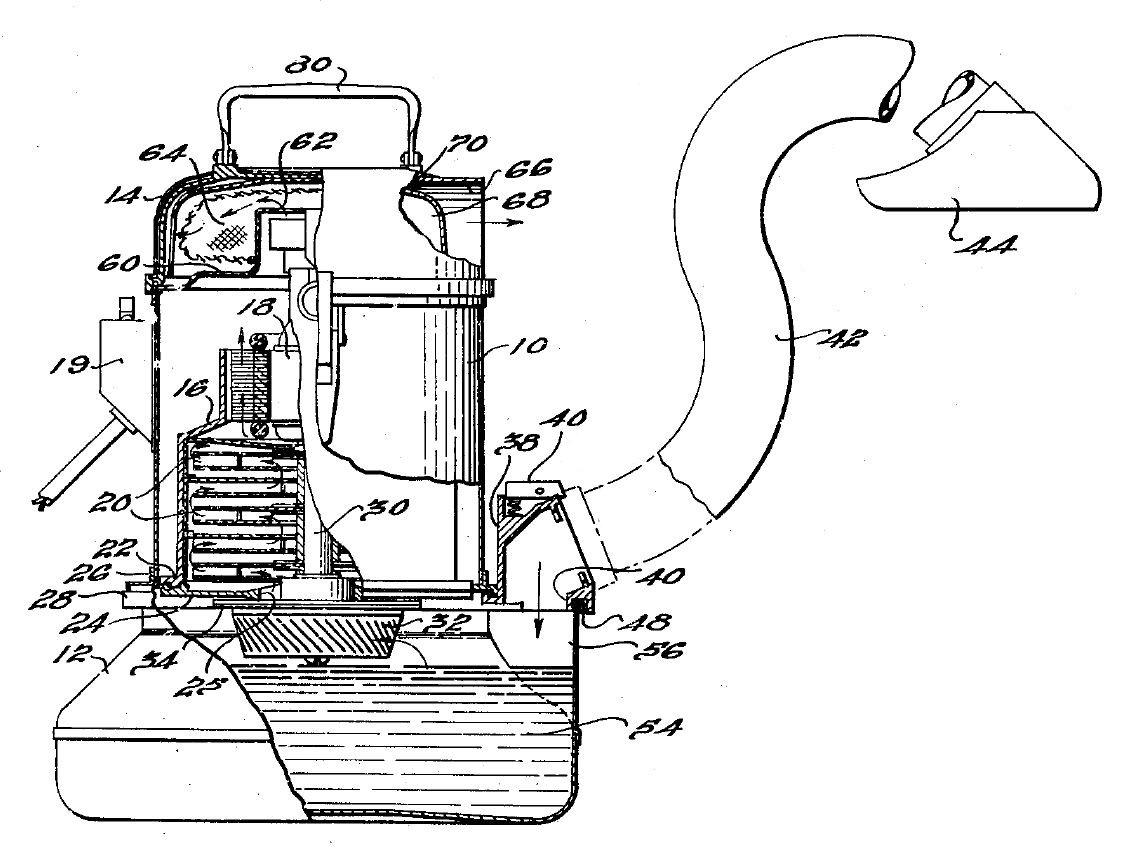
Separator mit Wasser, patentiert 1937
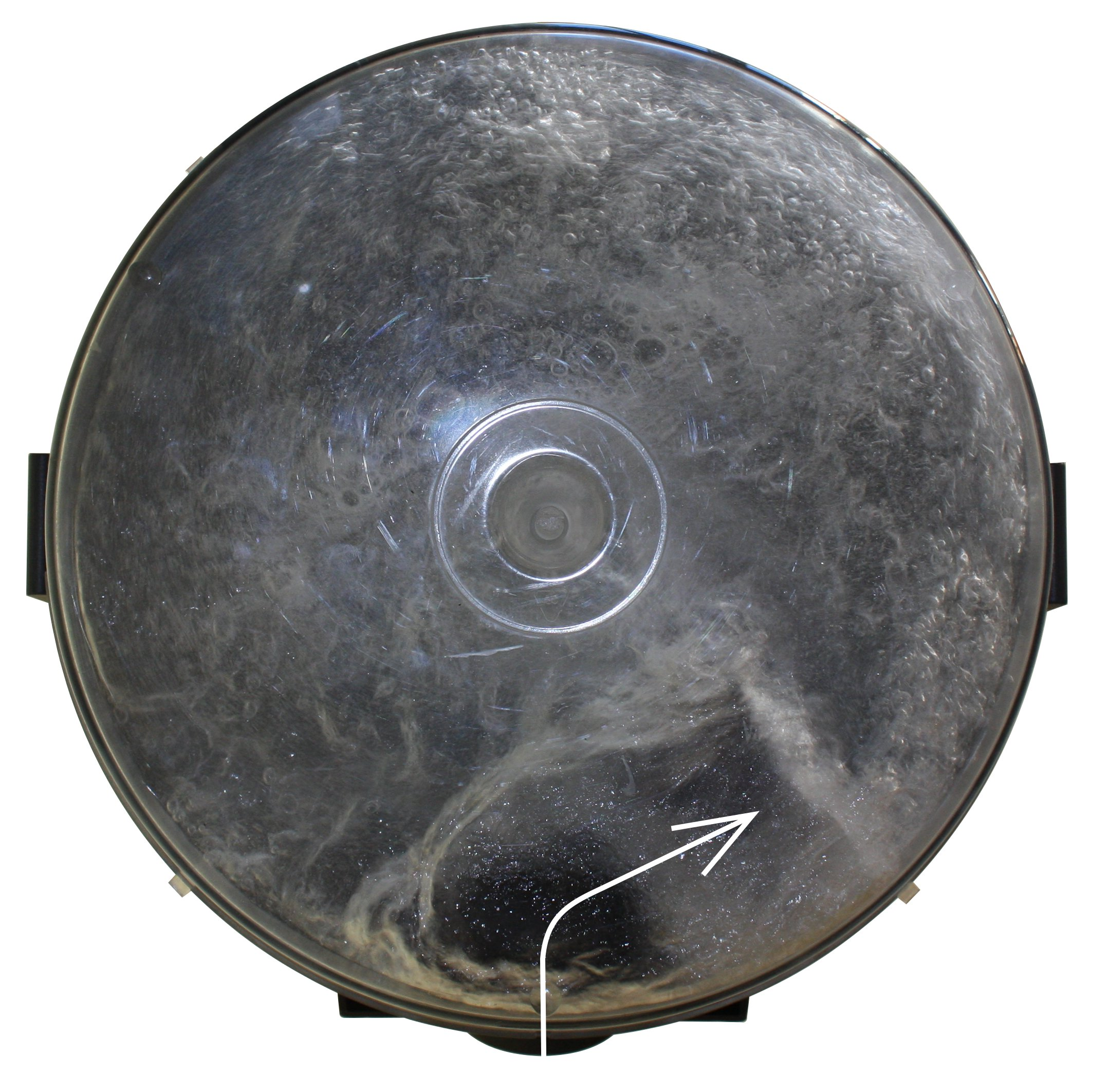
Luftkanal im Wasser
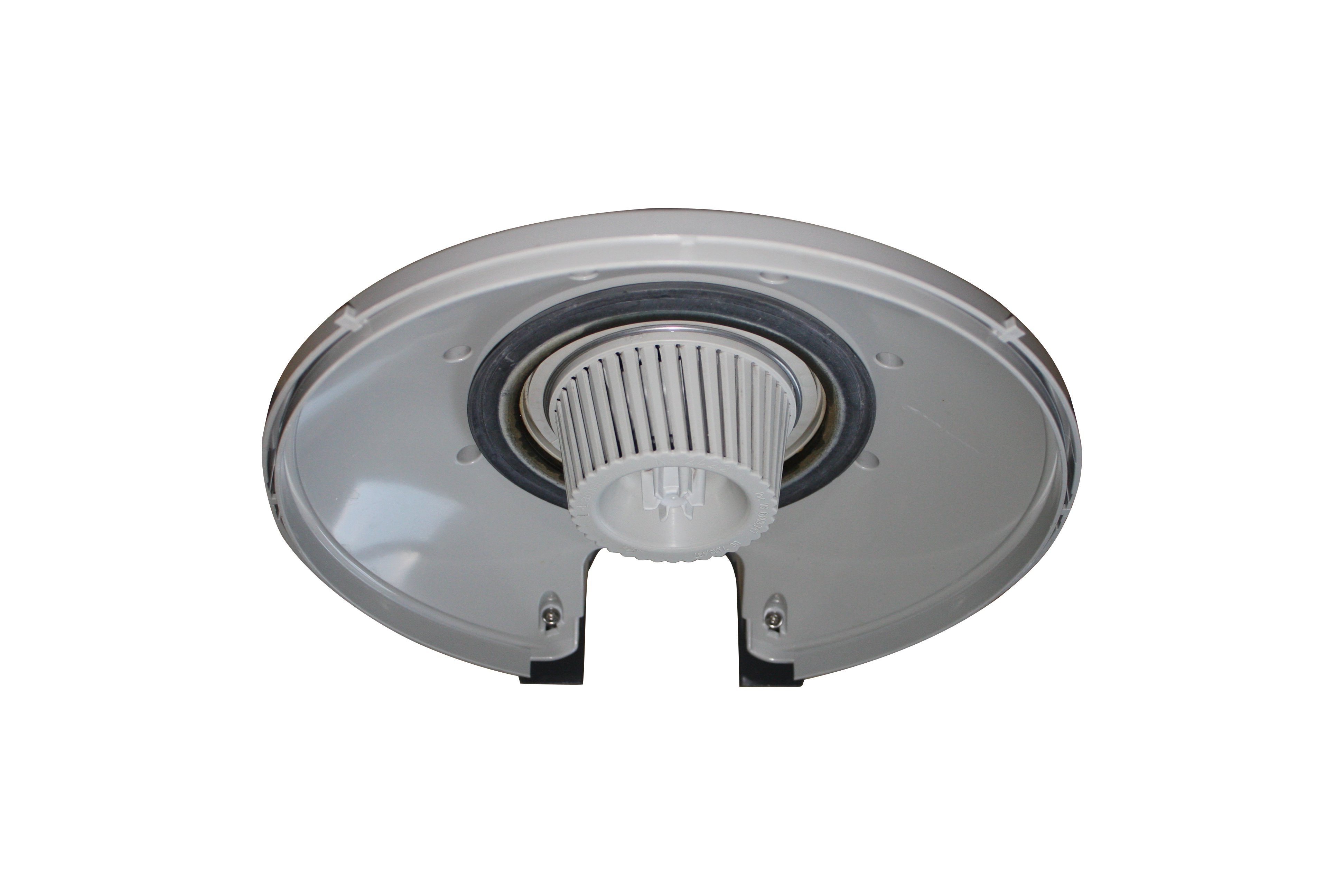
Separator
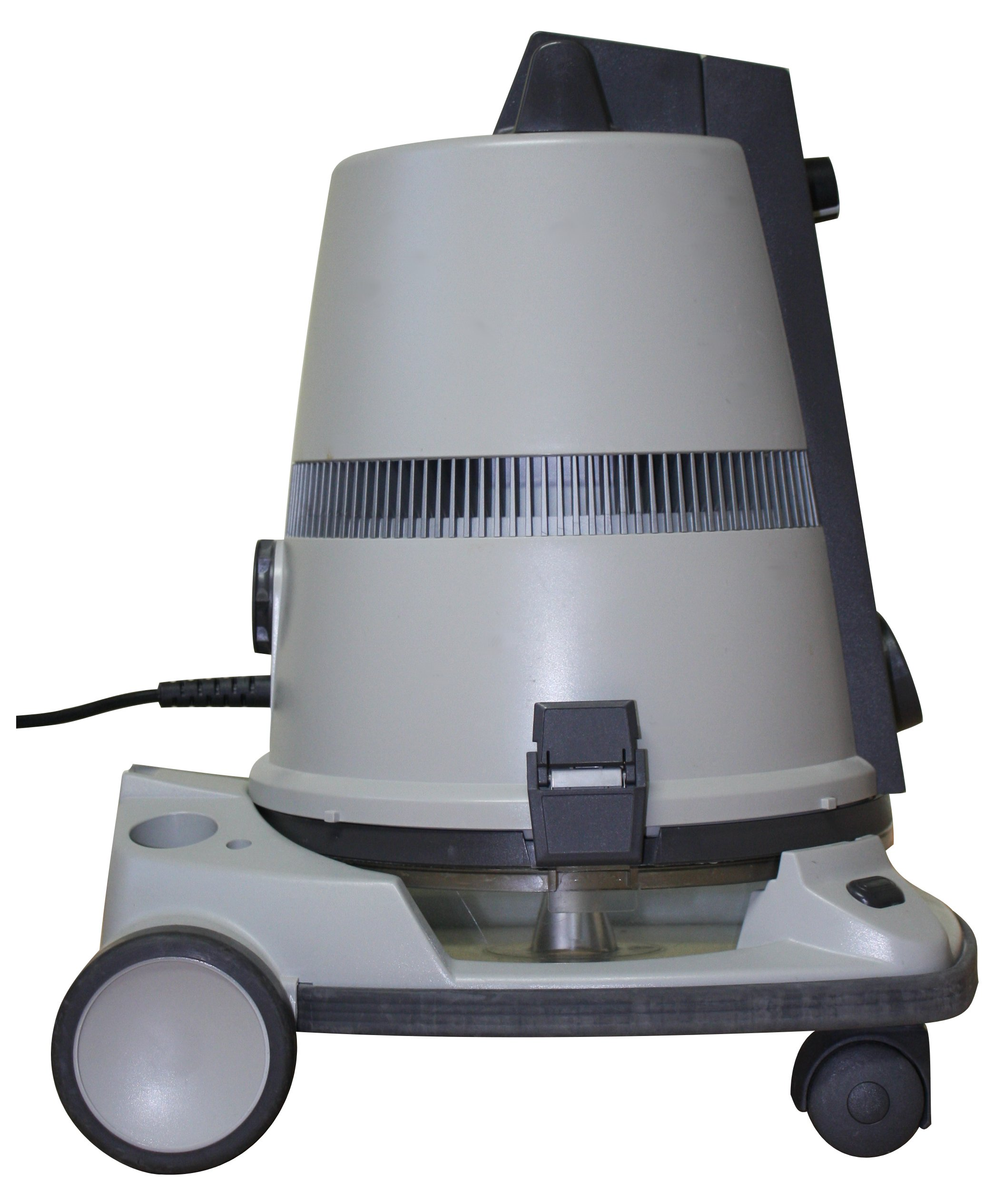
Wasserstaubsauger
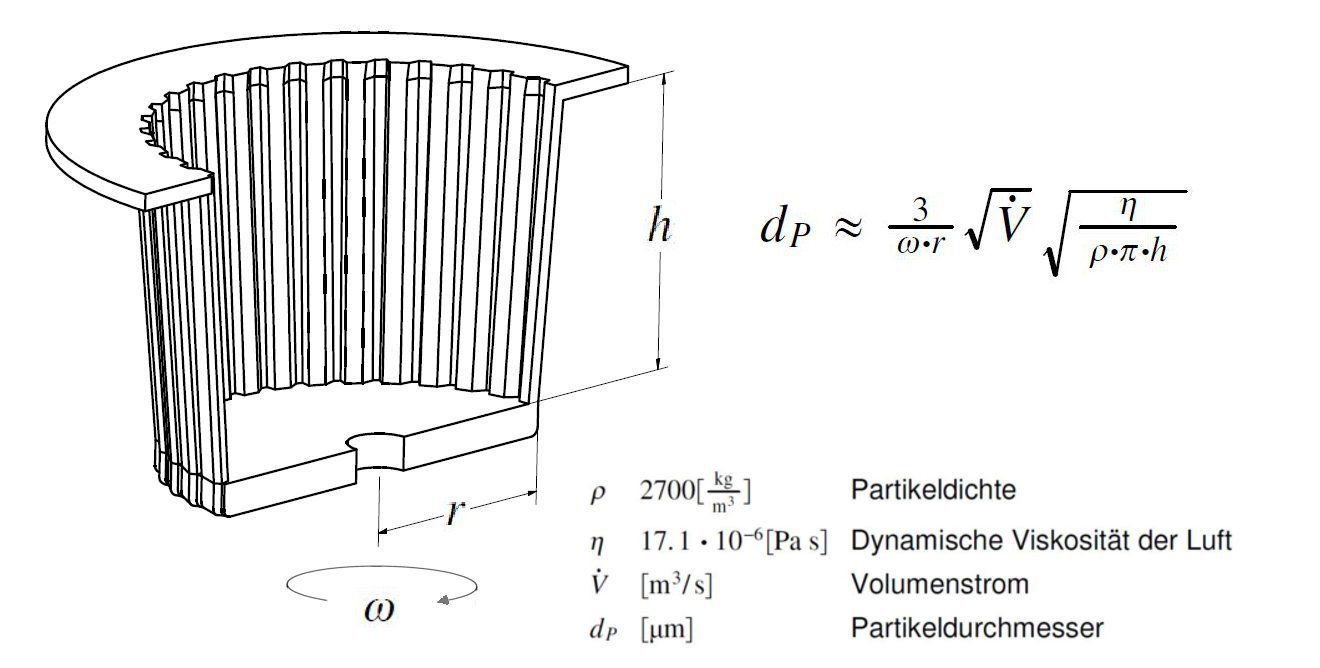
Berechnung der Staubteilchengröße

## Generelle Bauarten
Bei tragbaren Staubsaugern für den Haus- und Werkstattgebrauch haben sich drei Bauvarianten etabliert:
- Der Bodenstaubsauger besteht aus einer auf Rollen oder Rädern gelagerten Geräteeinheit, in der sich Motor, Gebläse, Filter und Beutel befinden. Das Saugrohr mit Bürstenkopf wird über einen Schlauch mit der Geräteeinheit verbunden. Diesen Grundaufbau besitzen auch Nass-, Trocken- und Industriesauger (siehe nächster Abschnitt).
- Der Hand- oder Rüsselstaubsauger besteht aus einem Gerätekörper, in dem Motor, Gebläse, Filter und Beutel untergebracht sind und an dem unten direkt das Saugrohr angebracht ist, an dem sich der Bürstenkopf befindet. Auf der oberen Seite befindet sich der Handgriff am Ende eines aus dem Gerät geführten Rohres.
- Der Hand- oder Stabstaubsauger besteht aus einem länglichen Gehäuse, das Motor, Gebläse, Filter und Beutel beherbergt und direkt in eine breite, schlitzförmige Ansaugöffnung übergeht. Er hat in der Regel kein Saugrohr und keinen Schlauch. An der Oberseite befindet sich ein Griff.

Die Effektivität der Geräte kann durch Bürstenköpfe verstärkt werden, die die Schmutzentfernung aus Teppichen durch eingebaute rotierende Bürsten unterstützen; diese werden durch die Luftströmung oder einen zusätzlichen Elektromotor angetrieben (Elektrobürste). Bei manchen Geräten werden die Bürstenköpfe mitgeliefert oder sind fest eingebaut, manche Geräte lassen sich nachrüsten.
Zusätzliches Düsenzubehör ermöglicht die Staub- und Schmutzentfernung auch an schlecht erreichbaren Stellen.
Historisch und regional werden im Haushalt verschiedene Staubsauger-Bauformen bevorzugt: In Deutschland sind heute überwiegend Bodenstaubsauger im Einsatz, während früher auch aufgrund kleinerer Wohnungen mehr Handstaubsauger in Gebrauch waren. In England werden oft Klopf- oder Bürstsauger (Upright) verwendet, in Italien mehr Handstaubsauger.

## Spezielle Bauarten

### Industriesauger

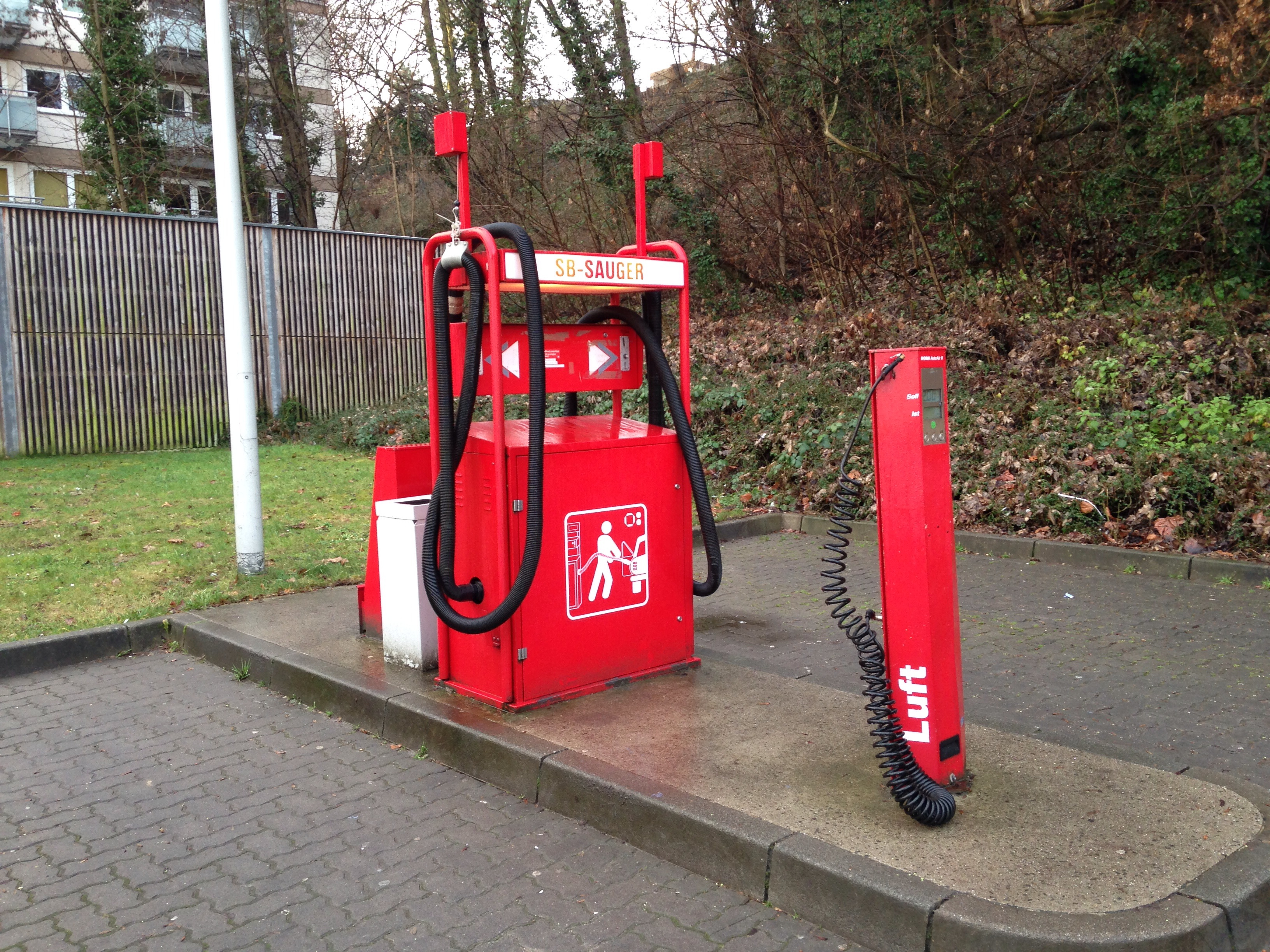
Auto-Staubsauganlage

Ende der 1950er-Jahre kam dank der Fortschritte in der industriellen Fertigung vermehrt der Wunsch auf, Staub und ähnliche Abfallprodukte kostengünstig und hygienisch zu beseitigen. Zu diesem Zweck wurde das Kesselprinzip weiterentwickelt.
Ein dänisches Unternehmen war der Vorreiter auf diesem Sektor und baute anfangs recht unförmige, einem umgekippten Fass gleichende Industriesauger, welche von einem oder mehreren Haushaltssaugermotoren (1-Phase) angetrieben wurden. Form und Größe passten sich nach und nach den Marktwünschen an. Das Kesselprinzip beim Industriesauger ist aber auch heute noch unübersehbar.
Das Einsatzgebiet dieser Geräte hat sich im Lauf der Zeit wesentlich erweitert. Wurde anfänglich ein Industriesauger hauptsächlich für die Reinigung von Räumen, Gebäuden oder Werkstätten eingesetzt, kamen später Fertigungsanlagen, Schleifmaschinen, Stanzmaschinen, Handlinggeräte usw. dazu, welche zum Teil rund um die Uhr im Einsatz stehen. Bei heutigen Industriesaugern werden meist Drehstrommotoren verbaut. Durch die Abwärme heizen sich viele Industriesauger so stark auf, dass sie mit Heißgerätesteckern ausgerüstet werden müssen.
Inzwischen werden Industriestaubsauger, teilweise in großdimensionaler Bauform als eigenes Spezialkraftfahrzeug, auch eingesetzt, um Laub bei der Straßenreinigung zu beseitigen oder bei Erdarbeiten im Straßenbau, wo der Aushub nicht mehr per Bagger und Schaufel auf einen Kipplaster gehievt, sondern direkt abgesaugt wird. Ähnliches geschieht bei Abbrucharbeiten von Gebäuden.
Das Prüfverfahren für Industriestaubsauger bzw. staubbeseitigende Maschinen (SBM) nach der Norm EN 60335-2-69 hat sich im Zuge des technischen Fortschritts geändert. Dementsprechend sind Geräte im Lauf der Zeit nach unterschiedlichen Prüfverfahren bewertet worden und oft ist nicht eindeutig ersichtlich, welche Verwendungskategorie eines Gerätes einer bestimmten Staubklasse entspricht. Eine vom Institut für Arbeitsschutz der Deutschen Gesetzlichen Unfallversicherung entwickelte Übersicht zeigt daher, ausgehend von der bestimmungsgemäßen Eignung der Geräte, die Klassifizierung nach den verschiedenen Prüfgrundlagen.

### Kesselsauger

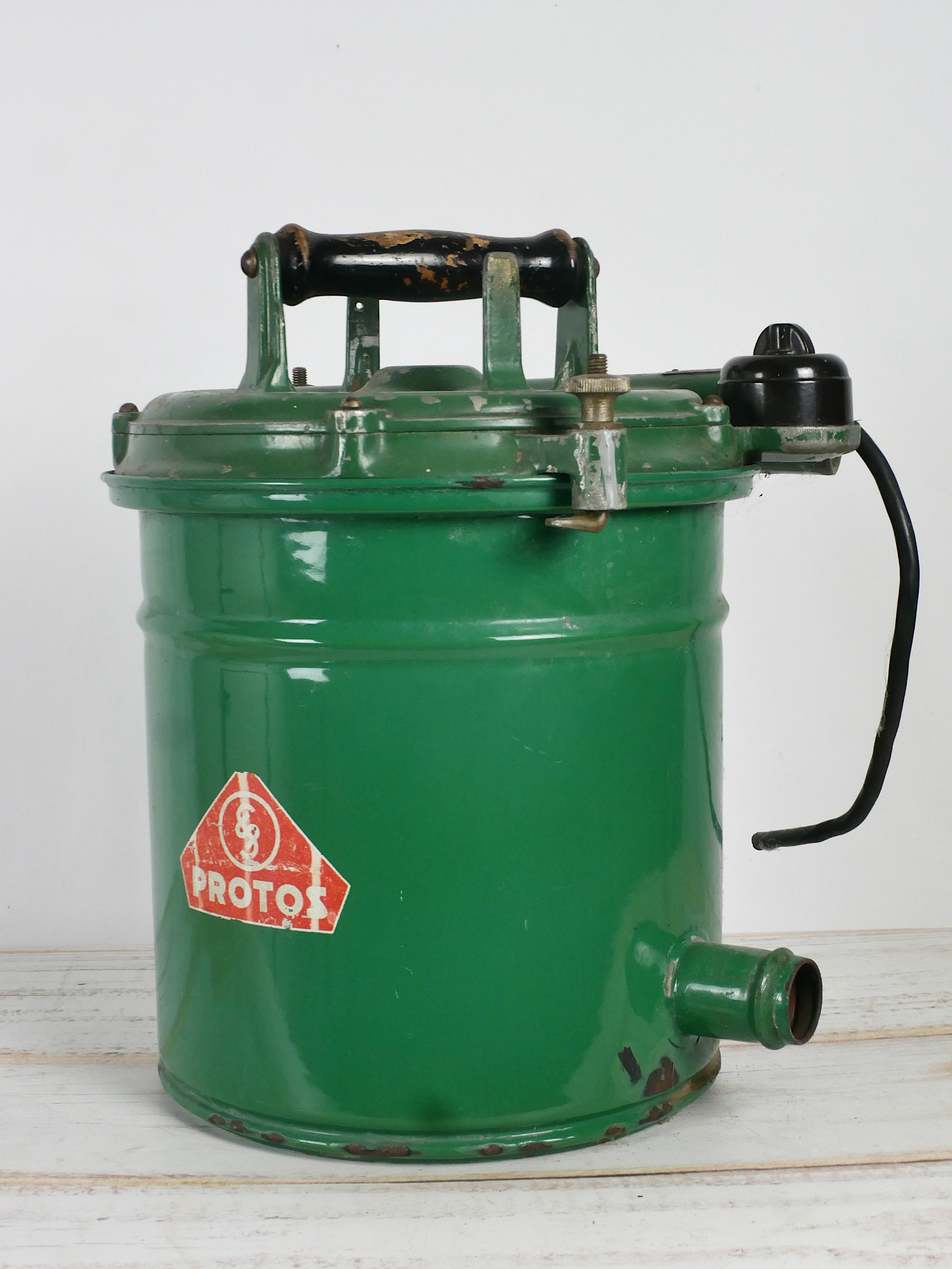
Kesselsauger von Siemens-Schuckert

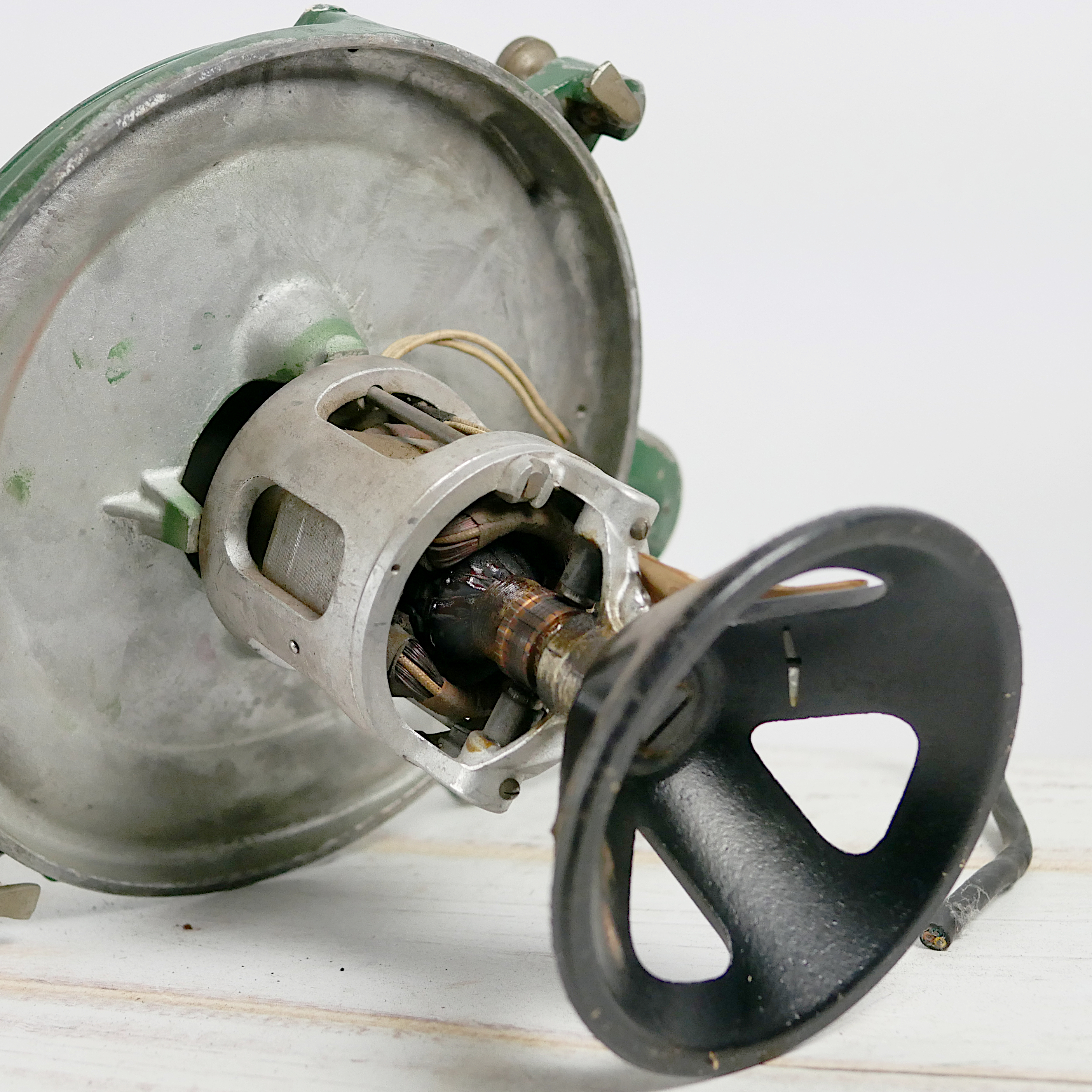
Motor und Gebläse dieses Kesselsaugers

Mit Kesselsaugern, auch Allessauger oder Nass-/Trockensauger genannt, können neben trockenem Schmutz auch Flüssigkeiten aufgesaugt werden. Das Füllvolumen ist abhängig von der Kesselgröße. Der Behälter ist meist ca. 20 bis 30 Liter groß. Behälter ab 40 Liter Volumen werden überwiegend gewerblich eingesetzt. Im Nassbetrieb werden keine Staubbeutel, sondern nur zylindrische Filterkartuschen verwendet. Sollen diese Sauger ausschließlich für trockenes Arbeiten verwendet werden, kann bei vielen Modellen zusätzlich zur Filterpatrone ein verhältnismäßig großer Staubbeutel eingesetzt werden, der einerseits die Entleerung sehr vereinfacht und viel hygienischer gestaltet, andererseits wegen der zusätzlichen Filterwirkung in Kombination mit der ohnehin vorhandenen Filterpatrone auch abluftseitig einen hygienischeren Betrieb ermöglicht.
Bei Kesselsaugern wird die Schmutz- und Wasserabscheidung mit einem Fliehkraftabscheider (Topf mit schraubenförmiger Luftbewegung) unterstützt. Kesselsauger gab es bereits in den 1930er Jahren auch zum Hausgebrauch (Siemens-Schuckert-Werke).

#### Schlammsauger
Eine Variante der Kesselsauger sind Schlammsauger mit denen Bodenschlamm und Mulm aus Schwimmteichen und Zierteichen herausgesaugt werden. Kräftigere Modelle arbeiten nach einem anderen Prinzip mit Impellerpumpen und Durchfluss.

### Öl- und Spänesauger
Sogenannte Öl- und Spänesauger stellen eine eigene Bauart der Industriesauger dar. Ziel ist es, Flüssigkeiten und Feststoffe gemeinsam aufzusaugen und im Industriesauger voneinander zu trennen. Das technische Filtersystem eines Öl- und Spänesaugers besteht häufig aus einem perforierten Spänekorb mit integriertem Filter, der die eingesaugten Feststoffe aus der Flüssigkeit abscheidet. Durch Unterdruck oder Schwerkraft fließt die dabei gefilterte Flüssigkeit in den nachgelagerten Sammelbehälter. Häufig ist eine Rückführung der gereinigten Flüssigkeit in den Kreislauf einer Maschine aus ökonomischen oder ökologischen Beweggründen wünschenswert. Eine typische Anwendung von Öl- und Spänesaugern stellt das Absaugen von Metallspänen und Kühlschmierstoffen aus Ölwannen beim Reinigen von Werkzeugmaschinen dar.

### Laubsauger und Tischsauger
Für den Außeneinsatz im Garten gibt es Laubsauger, die oft mit einem kleinen Verbrennungsmotor angetrieben werden. Für Laub und auch andere Zwecke gibt es Geräte, die auf dem Rücken getragen werden.
Kleinere, batteriebetriebene Geräte werden als Tischsauger eingesetzt. Diese werden auch als Akkusauger bezeichnet. Sie bieten durch das Fehlen des Kabels eine erhöhte Flexibilität, sind aber bei weitem nicht so leistungsstark wie die größeren Modelle.

### Straßensauger
Für den Außeneinsatz auf Straßen und Gehwegen gibt es mobile Sauggeräte, mit denen der Bediener Verunreinigungen beseitigen kann. Die Geräte rollen auf kleinen Schlauchreifen und sind schallgedämpft.
In einigen Ländern werden auch auf Motorrädern montierte Sauger zum Aufsaugen der Hundehäufchen eingesetzt.

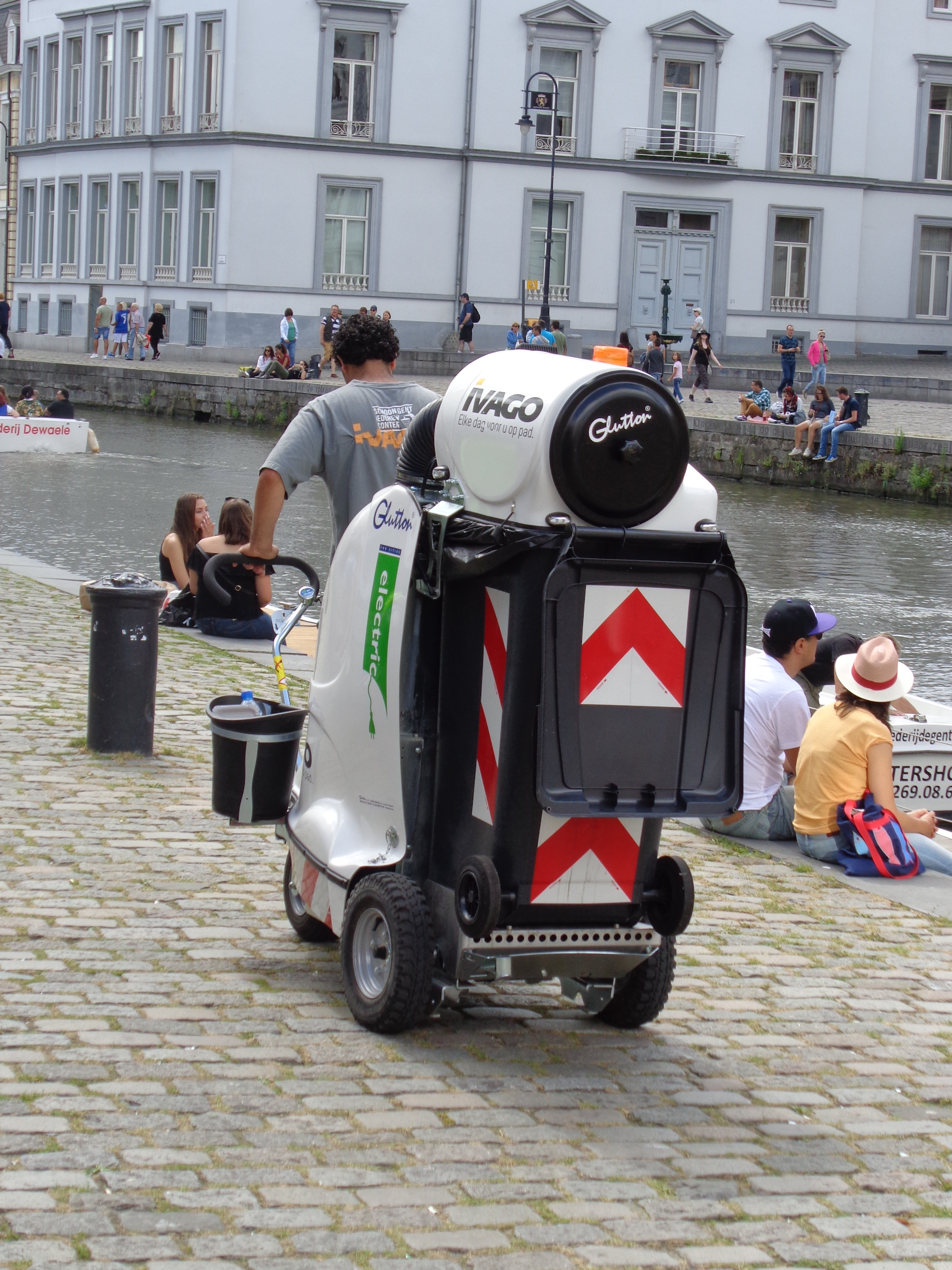
Straßenstaubsauger

### Staubsaugerroboter
Seit den 2000er Jahren gibt es verschiedene Staubsaugerroboter, die selbsttätig den Staub entfernen. Kreisscheibenförmige Automaten (ca. 35 cm Durchmesser und 12 cm Höhe) bewegen sich autonom durch Wohnräume, deren Geometrien sie mithilfe von Sensoren selbst vermessen, und saugen den Staub vom Boden auf. Der Antrieb erfolgt durch Akkumulatoren, die an einer Ladestation nach der Arbeitsphase wieder aufgeladen werden. Fortgeschrittene Systeme fahren diese Ladestationen nach erledigter Arbeit selbsttätig an. Je nach Modell ist auch eine Zeitprogrammierung möglich.
Andere Modelle führen auch feucht Bodenwischarbeiten durch. Im einfachsten, früh entwickelten Fall rollt eine Kugel mit innenliegendem Schwerpunktverlagerungsantrieb und nimmt eine leichte rotationssymmetrische Kappe mit, deren mittiger hutförmiger Käfig von der Kugel mitgenommen wird, so dass ein Wegwerf-Vlies, das an der Unterseite der am Boden aufliegenden breiten Krempe geheftet ist, über den Boden gleitet und Staub aufnimmt.

### Zentralstaubsauger

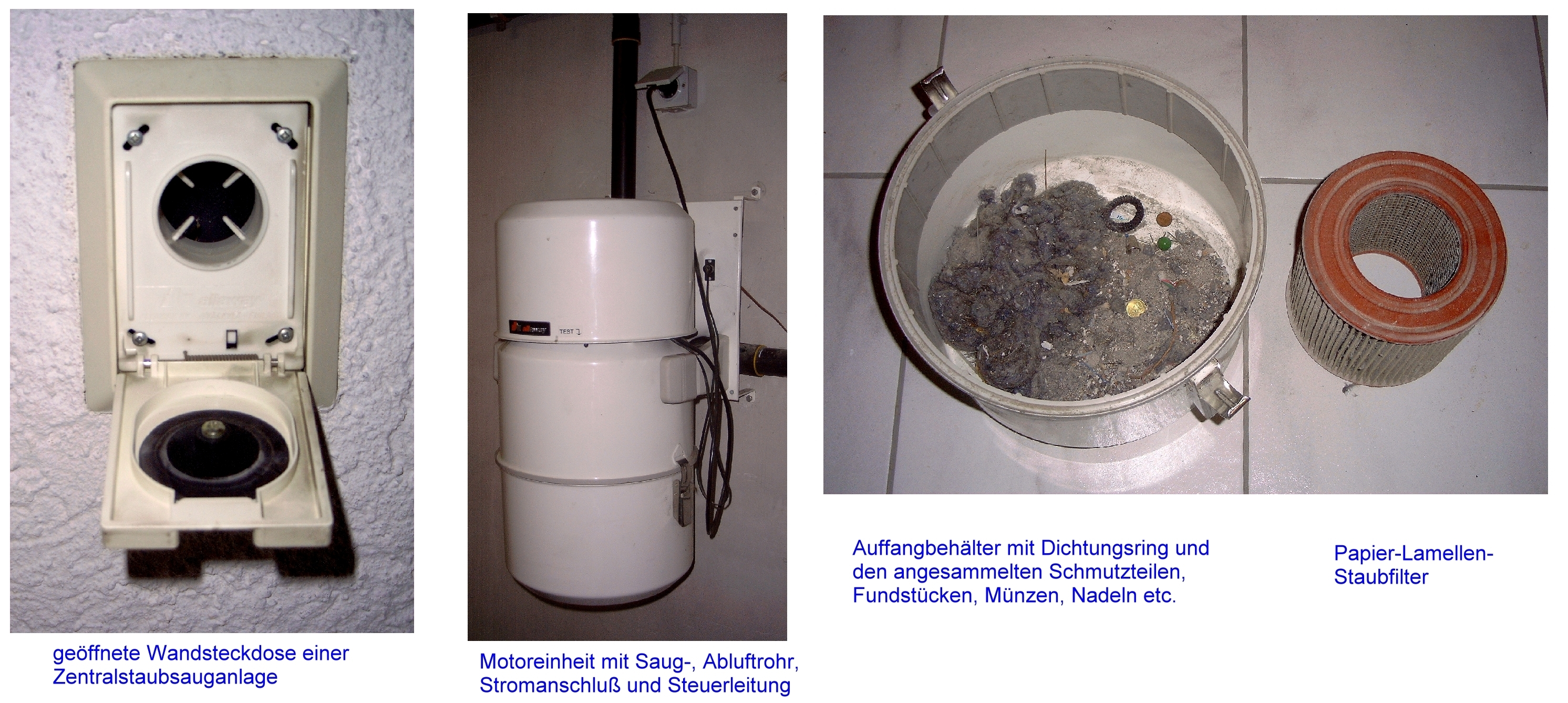
Zentrale Staubsauganlage

Zentral installierte Systeme (Zentralstaubsauger, Staubsaugeranlage, Einbaustaubsauger oder Haussauganlage) bestehen aus der zentralen Saugeinheit, die stationär (meistens im Keller, einem Nebenraum oder in der Garage) installiert ist. Von dort aus ist im gesamten Haus ein Rohrsystem (HT-Rohr oder spezielles PVC-Kleberohr) verlegt, welches über sogenannte Saugdosen verfügt, an die ein Schlauch samt Staubsaugerrohr mit Bürstenkopf angeschlossen wird. Über Kehrdosen kann statt über eine Kehrschaufel Staub direkt entfernt werden. Die Saugluft wird, nachdem sie über die Vakuumrohre in den Wänden zum Gerät befördert wurde, in einem Zyklon- oder Lamellenfilter gereinigt und über Rohre nach draußen ins Freie geleitet. Die Geruchsbelästigung wie bei herkömmlichen Staubsaugern durch die Verwirbelung der Abluft im Zimmer entfällt. Der Lärm eines solchen Gerätes ist entsprechend gering und auch die Gesamtenergiebilanz ist etwas besser als bei Handstaubsaugern. Diese Bauform gibt es schon seit Anfang des 20. Jahrhunderts, konnte sich aber nur in bestimmten Regionen wirklich etablieren, z. B. in den skandinavischen Ländern, Frankreich, Italien und Nordamerika.
Zentralstaubsauger halten üblicherweise länger als Handstaubsauger, deshalb ist auf eine sorgfältige Installation und Pflege des Systems zu achten. Bei der Planung einer Haussauganlage ist auf eine geeignete Kombination mit einer evtl. vorhandenen Lüftungsanlage zu achten.
Seit geraumer Zeit setzen sich Zentralstaubsauger mit einem sogenannten Schlaucheinzug immer stärker durch. Hierbei wird das Rohrsystem des zentral installierten Systems speziell so geplant, dass der Schlauch im Rohrsystem aufbewahrt werden kann. Es ist dabei auf Bögen mit entsprechend großem Radius zu achten. Durch den Unterdruck vom Zentralstaubsauger wird der Schlauch nach seiner Verwendung in das Rohrsystem eingezogen und dort bis zu seiner nächsten Anwendung aufbewahrt. Dies ist ein großer Vorteil im Vergleich zu einem herkömmlichen Zentralstaubsauger, da oftmals das Hantieren mit dem sperrigen Zentralstaubsaugerschlauch von einigen Nutzern als ein großes Hindernis bzw. ein negativer Aspekt eines Zentralstaubsaugers angesehen wird. Einige bekannte Marken für Zentralstaubsauger mit Schlaucheinzugssystemen sind unter anderem Retraflex und Hide-a-Hose.
Mittlerweile gibt es auch Saugroboter, die mit einer Zentralstaubsaugeranlage kombiniert werden können. Hier wird eine spezielle Absaugeinheit mit vorhandenen Saugdosen im Gebäude verbunden, welche den Saugroboter vollautomatisch entleeren, sobald dieser einen vollen Staubfangbehälter mit Staub eingesaugt hat.

### Absauganlagen
Festinstallierte oder mobile Sauger mit teilweise ähnlicher Funktionalität sind Absauganlagen.

## Technische Spezifikationen
Das Leistungsvermögen eines Staubsaugers wird, wenn überhaupt angegeben, durch verschiedene Größen charakterisiert:
- Maximale Druckdifferenz, gemessen in Meter Wassersäule, Millibar oder Pascal [Pa]
- Geschwindigkeit der Luft, gemessen in Meter pro Sekunde [m/s]
- Volumenstrom, gemessen in Kubikmeter pro Sekunde [m³/s] oder Liter pro Sekunde

Die Saugkraft ist die maximale Druckdifferenz zum umgebenden Luftdruck, die das Gebläse des Staubsaugers erzeugen kann. Ein gutes Gerät kann eine Druckdifferenz von ca. 25 kPa erzeugen. Das entspricht etwa 25 % des normalen Luftdruckes von 100 kPa. Diese Angabe allein reicht jedoch nicht zur Charakterisierung aus, da sie nur bei unterbundenem Luftstrom erreicht wird. Nur wenn auch bei einem gewissen Volumenstrom noch ausreichend Unterdruck erzeugt wird, können gute Saugeigenschaften erzielt werden. Der maximale Volumenstrom eines Industriesaugers beträgt zum Beispiel etwa 60 l/s, woraus sich bei einem Saugrohrdurchmesser von 40 mm eine Strömungsgeschwindigkeit von etwa 48 m/s ergibt. Bei jeweiliger Halbierung des Volumenstromes und der Druckdifferenz liegen bei diesem Sauger etwa 440 Watt in der Kinetik des Luftvolumenstromes.
Meist wird vom Hersteller nur die elektrische Leistungsaufnahme des Staubsaugers in Watt angegeben. Diese Angabe lässt jedoch keinen Schluss darauf zu, wie effektiv der Staubsauger arbeitet. Sie liefert nur einen Anhaltspunkt für die Saugleistung, denn diese hängt wesentlich von der aerodynamischen Gestaltung des Gebläses, dem E-Motor-Wirkungsgrad, der Luftführung und des Saugvorsatzes (der Düse) ab. Auch lässt die Saugleistung insbesondere bei kleinen Filterbeuteln und starkem Staubaufkommen schnell nach.
Bei zu hoher Saugleistung kann sich die Düse am Boden oder an Gardinen festsaugen. Daher sind die meisten Staubsauger mit einer zusätzlichen einstellbaren Luftöffnung (Nebenluft) oder besser mit einem Triacsteller zur elektronischen Steuerung der Motorleistung versehen.
Weitere Qualitätskriterien eines Staubsaugers sind dessen Staubemission, Schallleistungspegel und der zuverlässig funktionierende Filter- und Staubbeutelwechsel. Manche Sauger sind mechanisch verriegelt, um den versehentlichen Betrieb ohne Staubbeutel zu verhindern.

## EU-Verordnungen

### Begrenzung der Leistungsaufnahme
Anfang Juli 2013 legte die Europäische Kommission mit der Verordnung (EU) Nr. 666/2013 eine Verordnung im Rahmen der Ökodesign-Richtlinie von Staubsaugern vor. Demnach dürfen ab dem 1. September 2014 nur noch Staubsauger mit einer Leistungsaufnahme von maximal 1600 Watt vertrieben werden, am 1. September 2017 wurde der Grenzwert auf 900 Watt reduziert. Gleichzeitig werden Grenzwerte für Staub- und Lärmemission sowie Mindestwerte für Staubaufnahme und Haltbarkeit festgelegt.
Die Stiftung Warentest bewertet die Grenzwerte als unkritisch. Bei einem Test im Januar 2014 hatten 7 von 15 Staubsaugern eine „gute“ Saugleistung bei weniger als 1600 Watt. Der Testsieger benötigte nur 870 Watt und erfüllte damit bereits die strengeren Grenzwerte, die ab 2017 gelten. Nach Aussagen der Industrie blickt diese gelassen auf die Einführung der Leistungsbeschränkung für Staubsauger. Zudem wurden einige Arten von Staubsaugern von der Verordnung ausgenommen, beispielsweise Saugroboter, Akku-Staubsauger, Nasssauger, Zentralstaubsauger, Industriestaubsauger und Bohnermaschinen.

### Begrenzung der Lärmemission
Der Anfang Juli 2013 durch die Europäische Kommission mit der Verordnung (EU) Nr. 666/2013, im Rahmen der Ökodesign-Richtlinie für Staubsauger festgelegte Grenzwert für die Lärmemission beträgt 80 dB(A).

### Energielabel
Ein Energielabel für Staubsauger führte zum 1. September 2014 sechs Angaben ein:
- Energieeffizienzklasse A bis G: Der wichtigste Ansatzpunkt zum Erreichen einer guten Energieeffizienzeinstufung ist das Verringern der Aufnahmeleistung.
- Jährlicher Stromverbrauch in kWh: berechnet für einen Durchschnittshaushalt mit 87 m² Wohnfläche und 50 Reinigungsvorgängen pro Jahr.
- Schallleistungspegel: gibt den Geräuschpegel eines Staubsaugers in dB(A) an.
- Staubemissionsklasse A bis G: ist ein Indikator für saubere Ausblasluft.
- Teppichreinigungsklasse A bis G: beschreibt die Staubaufnahme von einem standardisierten Test-Teppich.
- Hartbodenreinigungsklasse A bis G: beschreibt die Staubaufnahme von einer mit Staub gefüllten Ritze auf einer hölzernen Platte.[21]
 Seit dem 19. Januar 2019 dürfen Staubsauger wieder ohne Energielabel verkauft werden.[22]

## Zubehör

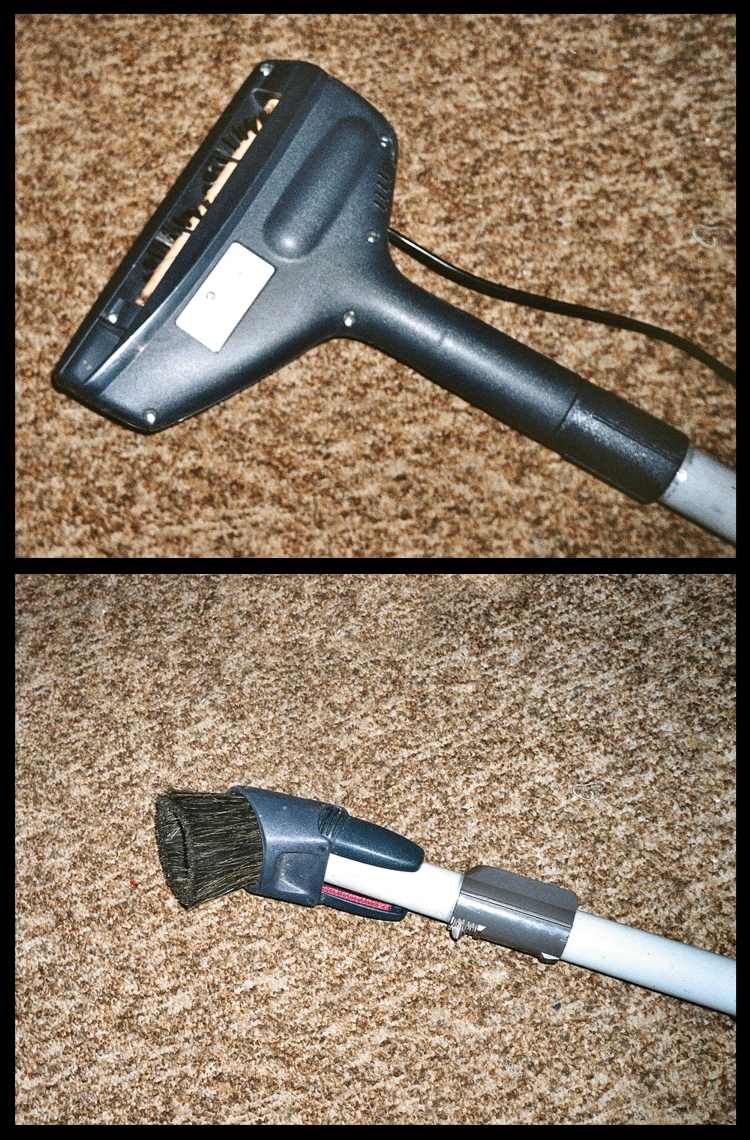
Zubehör eines Staubsaugers: Rotationsbürste (oben), Staubpinsel (unten)

Die meisten Staubsauger haben heute drei Zusatzaufsätze als Standardzubehör. Einige Modelle haben eine Klappe, hinter der diese drei griffbereit aufbewahrt werden können.
- Einen Fugenaufsatz (Fugendüse; ein langer schmaler „Rüssel“, mit dem man in engen Spalten (z. B. Couchritzen) saugen kann).
- Eine Möbelbürste (rundliche Saugöffnung; Haare/Borsten nach vorn, um Kratzer auf empfindlichen Oberflächen zu vermeiden).
- Eine Polsterdüse (für gepolsterte Möbel, Autositze, Autoteppiche etc.)

## Verweise